# Calea ferată minieră ardeleană
Calea ferată minieră ardeleană era o cale ferată de interes local cu ecartament îngust care a fost și prima cale ferată minieră de pe teritoriul Transilvaniei. Această cale ferată a fost construită în special pentru ușurarea transportului minereului de fier exploatat de la minele din Ghelari spre Furnalul de la Govăjdia, respectiv la Uzinele de Fier din Hunedoara. Această cale ferată era cunoscută și sub denumirile "Calea ferată de interes local Hunedoara-Ghelari", "CFI Hunedoara" și "Mocănița Hunedoara" Linia avea 10 km de la Hunedoara la Govăjdia și încă 6 km de la Govăjdia la stația finală din Retișoara. Această linie era o linie cu regim mixt de transport, adică se transportau atât călători spre și dinspre Hunedoara spre Govăjdia și Ghelari cât și minereuri de la Ghelari spre furnalul de la Govăjdia și uzinele de fier de la Hunedoara (Combinatul Siderurgic Hunedoara). Se mai transporta și calcar dolomitic de la o carieră din vecinătatea Govăjdiei spre combinatul siderurgic.

## Istoricul Liniei[1]

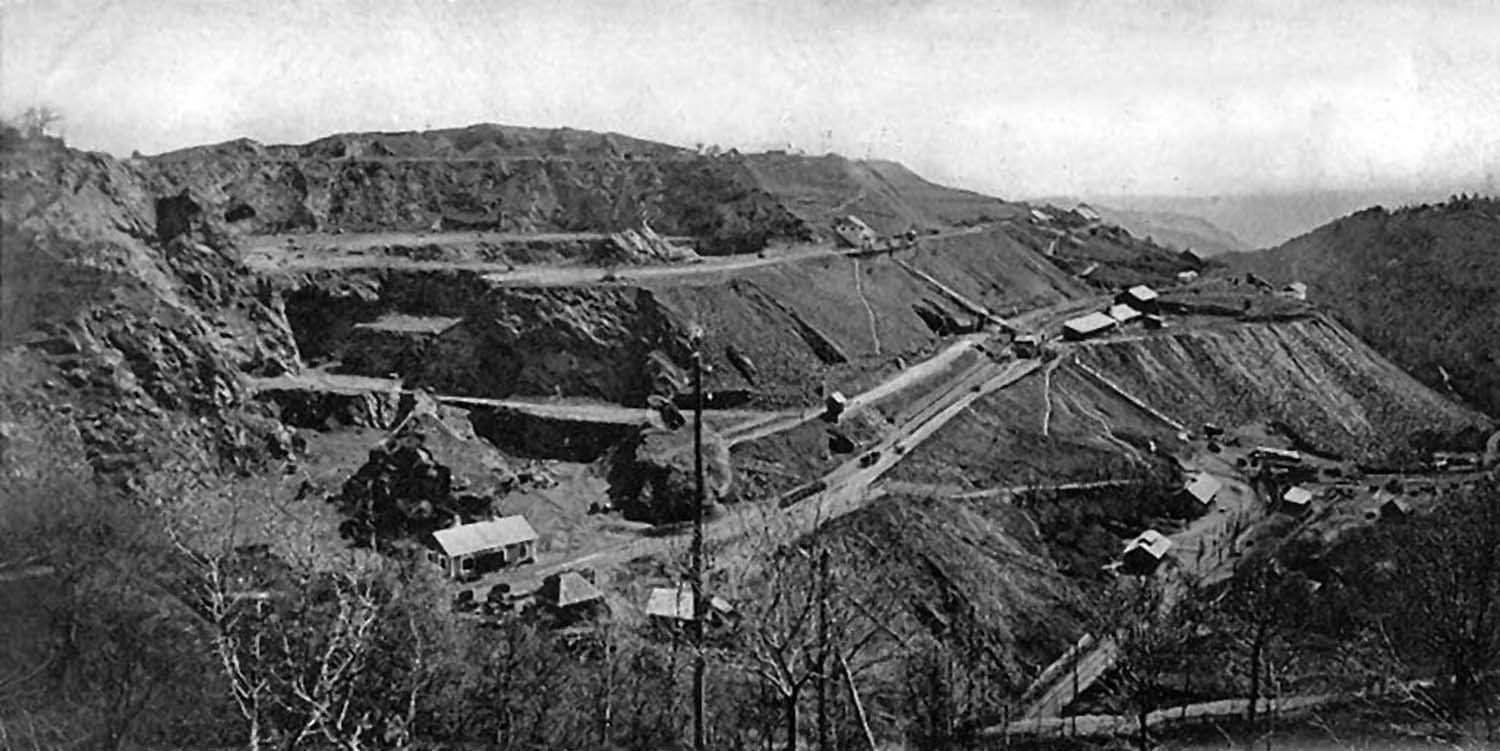
Mina centrală de la Ghelari ~1900

Mai demult transportul minereului de exploatat de la minele din Ghelari a fost efectuat cu caii care aveau două coșuri atașate pe lateralele cailor, minereul a mai fost transportat și de alți transportatori angajați către uzinele de fier din zonă, în special spre rostogolul respectiv la buncărul pentru minereu al uzinei de fier de la Govăjdia, până la creșterea cererii minereului când cheltuielile cu transportul în anul 1859 au urcat de la 18,6 filleri la 53,6 filleri pe fiecare suta de kile de minereu transportat. Pe seama scumpirii transportului minereului, conducerea a fost nevoită să schimbe sistemul de transport.
Atunci s-a început săparea tunelului lung de 600m care duce în valea Retișoarei care în anul 1866 a fost finalizat cu un cost total de 111768 Koroane și 50 Filleri, în același timp s-a construit și o cale ferată cu o lungime de 790m, cu ecartament de 633mm, special pentru trenuri cu tracțiune animală, la capătul liniei un rostogol de 160m, cu ajutorul căruia minereul transportat prin tunel să se coboare în valea Retișoarei care se afla la o diferență de nivel între 90-100m față de ieșirea tunelului. După vărsarea minereului pe rostogol, la baza rostogolului veneau transportatorii care adunau minereul și transportau spre furnalul de la Govăjdia care se afla la o distanță de 4 km. 
Cu ajutorul acestor investiții s-a reușit reducerea costurilor transportului de la 30 filleri la 10 filleri; însă uzina primea cantitate redusă de minereu din cauza transportatorilor care impuneau noi condiții și au grăbit construcția căii ferate până la furnal.

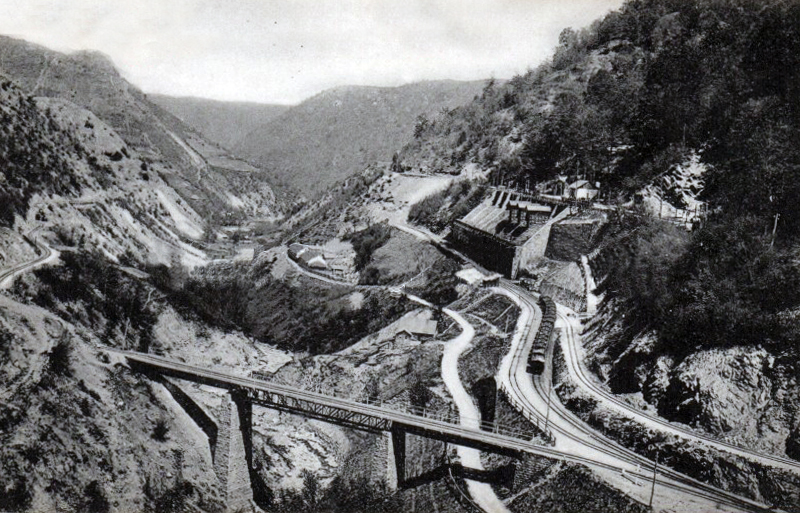
Stația finală și buncărele pentru minereu de la Retișoara în anul 1904

Diferența de nivel dintre orizontul Lucaci din mina centrală de la Ghelari și gâtul furnalului era de 260m, ca să compenseze s-a construit o cale ferată lungă de 5120m, împărțită pe trei secțiuni de rostogolurile de la Retișoara și Nădrab, cu ecartamentul de 633 care a costat 20000 Koroane. Ulterior s-au mai construit și două concasoare cu fălci acționate hidraulic (cu ajutorul apei). Ultima secțiune de linie a fost terminată în Iulie1871 și predat circulației. După punerea în exploatare a căilor ferate și a rostogolurilor, costul minereului transportat a scăzut la 7 filleri pe fiecare 100 kg transportat. În anul 1888 în locul rostogolurilor încorporate din calea ferată au fost construite două planuri înclinate (șiclăuri): unul de 140m la Nădrab, altul de 260m la Retișoara.
După construcția uzinelor de fier de la Hunedoara în anul 1882, cantitatea enormă de minereu exploatat de la minele din Ghelari nu s-a putut transporta spre Hunedoara cu ajutorul mijloacelor de transport deja existente, astfel în acest scop a devenit necesar construcția unui sistem separat pentru transport. Din cauza problemelor economice și geografice au ales construirea funicularelor. 
Construcția funicularului a fost finalizat în anul 1884 care asigura în totalitate necesarul de minereu primelor trei furnale de la Hunedoara.
Însă după pornirea furnalului nr. 4 la Hunedoara, sistemul existent de funiculare s-a dovedit a fi ineficient pentru asigurarea uzinei cu minereu, așa au decis construcția celui de al doilea sistem de funiculare paralel cu cel existent între Hunedoara și Ghelari.
Privind greutățile și costurile ridicate pe care le pezenta transportul mangalului și minereului de fier spre două direcții, spre furnalele de la Hunedoara și la furnalul de la Govăjdia, în anul 1897 s-a hotărât schimbarea radicală a sistemului de transport.
Așa s-a construit „Calea Ferată Minieră Ardeleană” unde la stația finală din Retișoara ajunge minereul de fier exploatat de la minele din Ghelari, deunde se transportă spre uzinele de la Govăjdia respectiv Hunedoara.

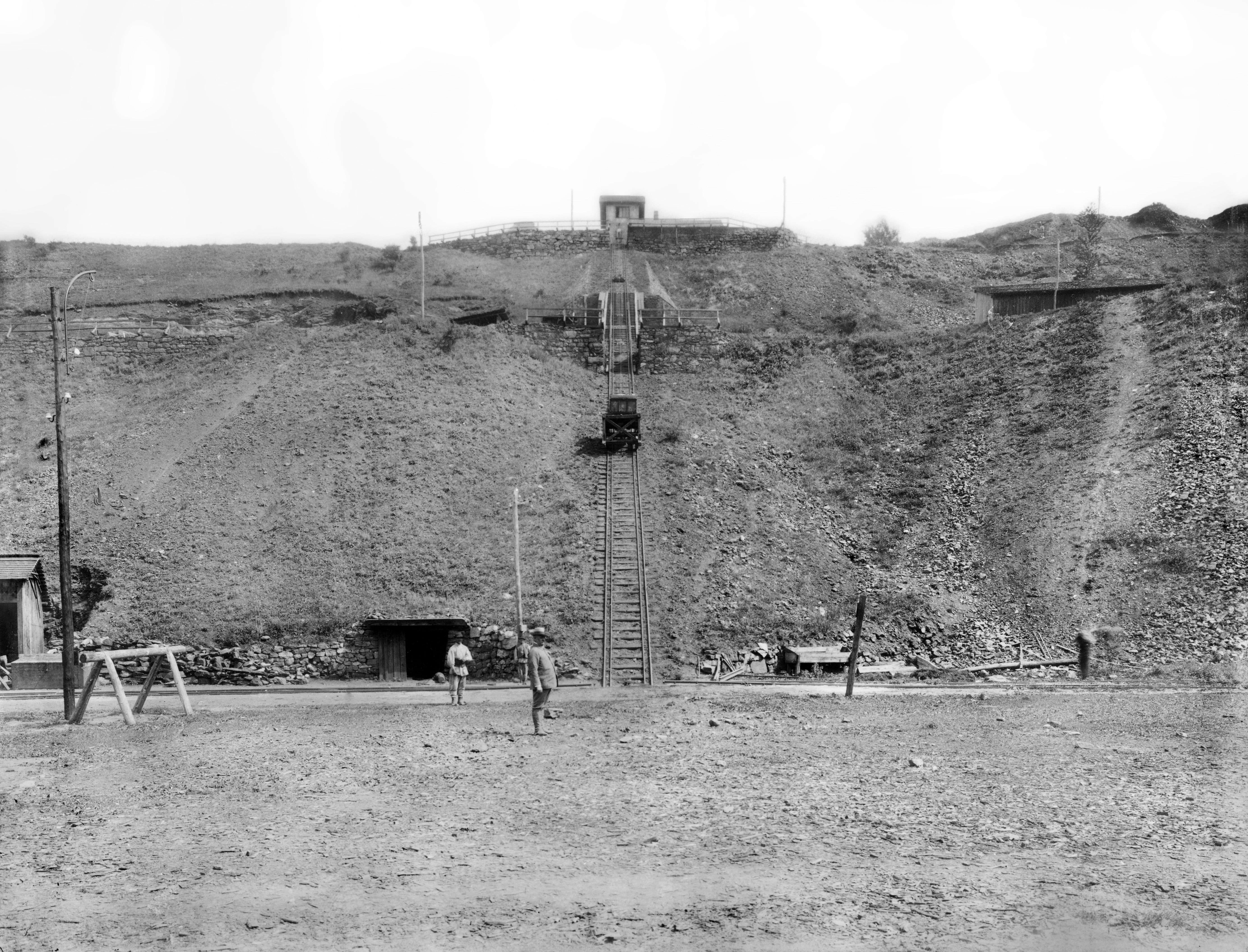
Planul înclinat din mina centrală de la Ghelari ~1900

Construcția Căii Ferate Miniere Ardelene a determinat și schimbarea drastică al sistemului de transport din mina centrală de la Ghelari. Așa s-a dovedit necesar ca tot minereul exploatat să se coboare la orizontul galeriei de coastă „Kerpely” unde ajutau mult și rostogolurile și planurile înclinate existente. Tot atunci orizontul galeriei de coastă „Kerpely” a fost legată cu cale ferată de orizontul galeriei de coastă „Lukács László” iar prelungirea galeriei cu un tunel se putea realiza cu costuri reduse. 

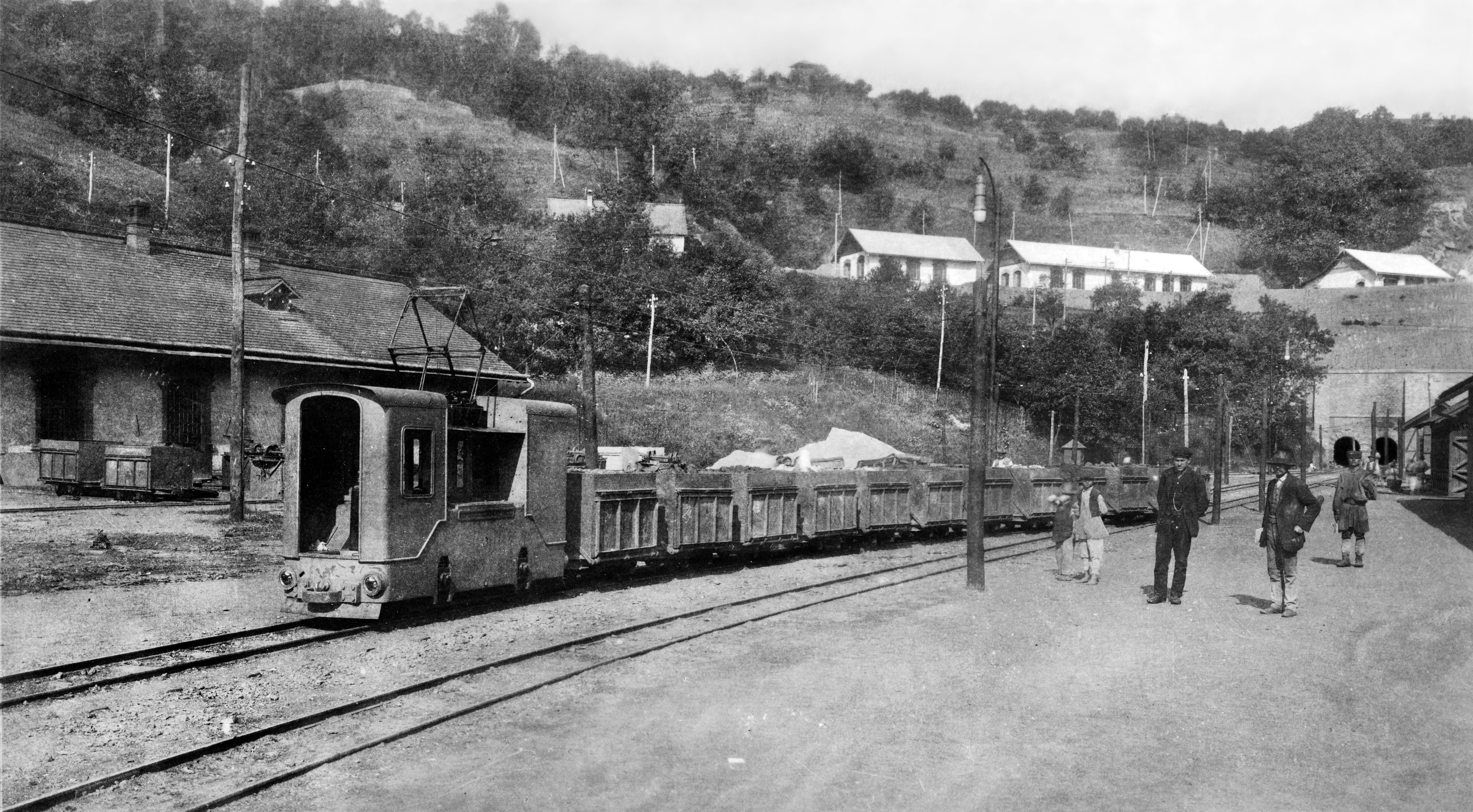
Orizontul "Lukács László" din mina centrală de la Ghelari dotat deja cu o cale ferată minieră electrificată, se văd și tunelele spre valea Retișoarei ~1900

Săparea tunelului „Lukács László” a fost început în anul 1898 din două direcții, finalizat în anul 1899, tunelul avea o lungime totală de 504,9m iar împreună cu galeria de coastă „Lukács László” a ajuns la 754m. Cele două intrări al tunelului erau armate cu piatră, restul tunelului trecea prin șist solid și nu s-a pus problema armării tunelului. Tunelul se află mai jos cu 20m față de tunelul săpat în anul 1863. Din cauza înclinației tunelului, apele din tunelul superior se scurgeau în tunelul inferior. Prin tunelul „Lukács László” până la planul înclinat de la Retișoara s-a amenajat o cale ferată electrificată, iar calea ferată cu tracțiune animală ce lega tunelul de galeria de coastă „Kerpely” la rândul ei s-a convertit în cale ferată electrificată. Astfel minereul de fier ajuns la galeria de coastă „Kerpely” ajunge pe o cale ferată cu ecartament de 633mm, o declivitate de 0,4% care trece prin tunelul „Lukács László” ajungând la planul înclinat din valea Retișoarei, care la rândul ei i-a fost mărit capacitatea de transport pentru a coborî și ridica 4 vagoneți per platformă, cu două platforme care erau legate cu un cablu și rulau pe trei fire de șină, la capăt aveau rampe pentru încărcare și descărcare vagoneți așa încât greutatea vagoneților umpluți care coborau, trăgeau sus același număr de vagoneți goliți. 

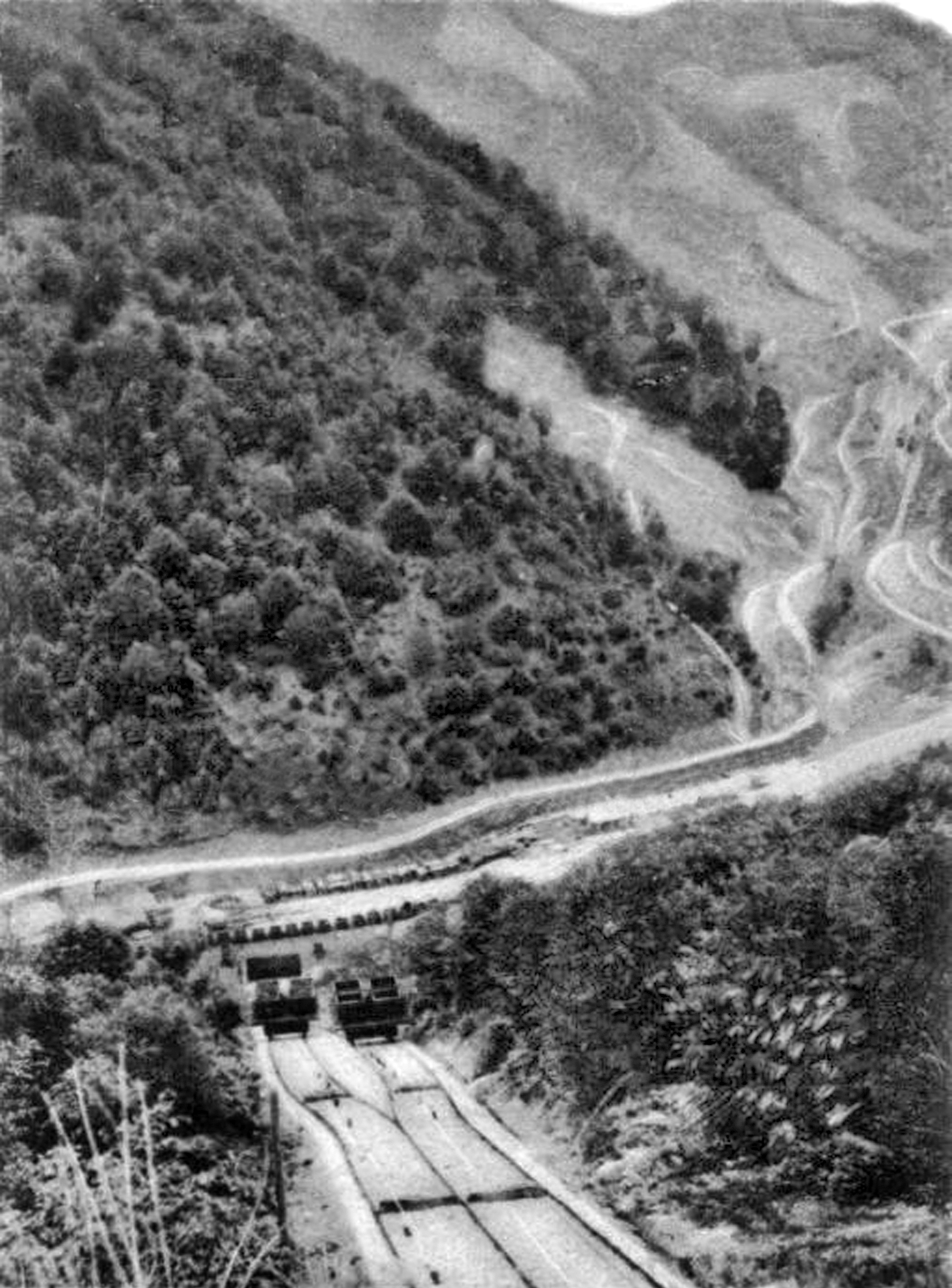
Vedere de pe partea superioară al planului înclinat Retișoara, anul 1907.

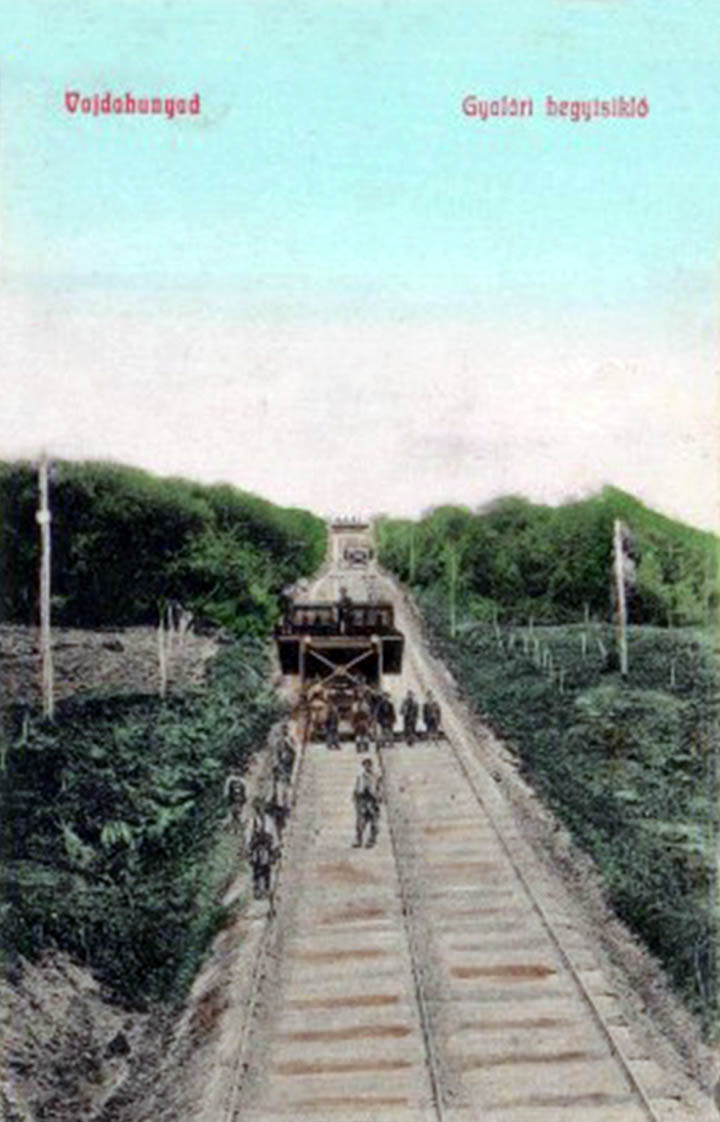
Planul înclinat (șiclăul) din valea Retișoarei, anul 1907.

Minereul coborât pe planul înclinat trece pe cale ferată electrificată (câteodată ajutată de locomotiva cu aburi) care începe de la baza planului înclinat continuând 850m până la stația finală unde se afla o stație de sortare cu opt buncăre și echipat cu trei concasoare cu fălci de unde se încărca minereul în vagoanele mocăniței și de acolo se transportau spre Govăjdia și Hunedoara. 
Lucrările de pregătire al terasamentului au fost începute în anul 1888 și între 1897 și 1898 au avansat atât de mult încât pentru construcția liniei la începutul lui 1899 s-au efectuat pașii decizionali, după ce au legat planul înclinat din Retișoara cu calea ferată minieră de la mina Ghelari și după mărirea capacității planului înclinat de la Retișoara. După ce au ocupat prin lege și terenul necesar căii ferate miniere, în perioada 9-13 ianuarie 1899 inspecția terasamentului a decurs cu succes, ministrul comerțului a cerut o inspecție din partea guvernului la căile ferate miniere, inspecția a avut loc pe 14 februarie 1899, iar în următoarele zile la consiliul local din Hunedoara, pe răspunderea societății au emis verbal și autorizația de construire, iar construcția căii ferate a fost început odată cu începutul primăverii, pe 4 martie 1899 cu prima săpătură ceremonială.

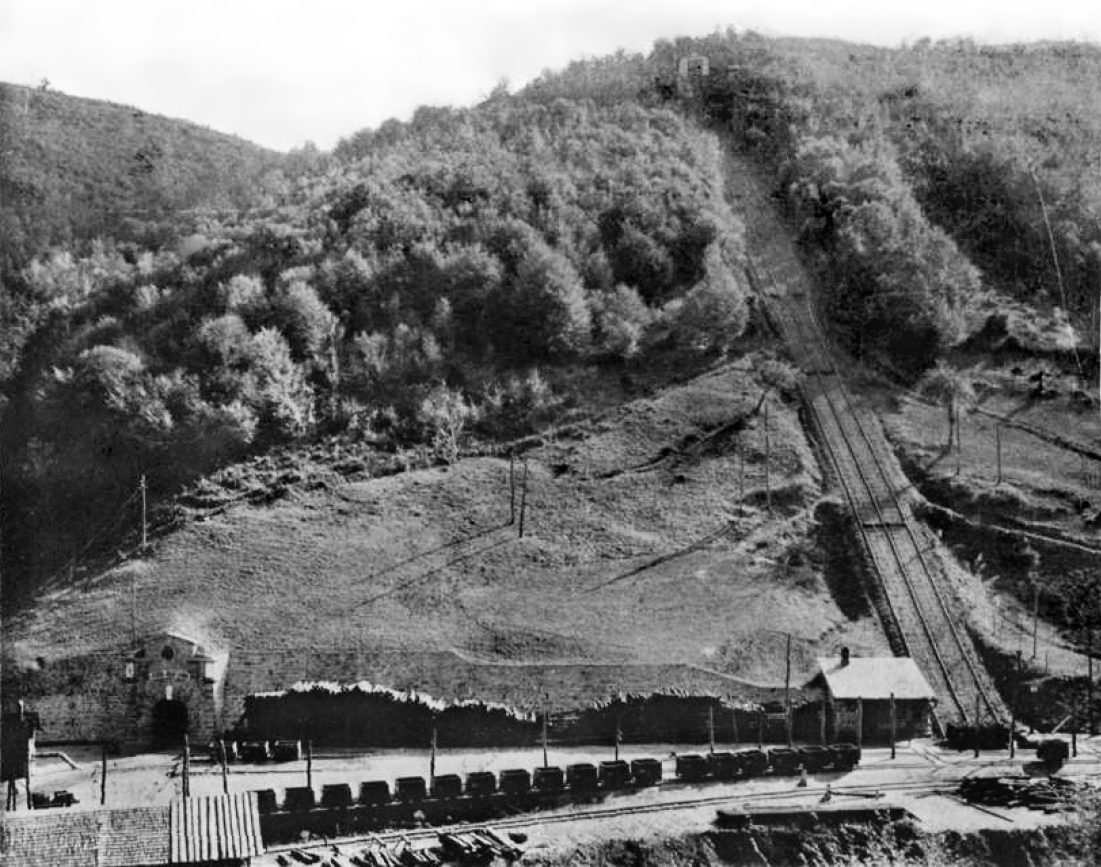
Planul înclinat și galeria de coastă "Ferencz József" de la Retișoara din 1905

Contractul de construcție și exploatare a fost încheiat cu societățile constructoare de căi ferate numine „Gfrerer”, „Schoch” și „Grossmann” și aprobat de ministerul de finanțe cu autorizația nr. 24089 din 15 martie 1899.
Caietul de sarcini creat cu ocazia vizitei guvernului, a fost emis și aprobat autorizarea de construcție de către ministrul finanțelor al Regatului Maghiar sub nr. 14236 din 27 aprilie 1899.

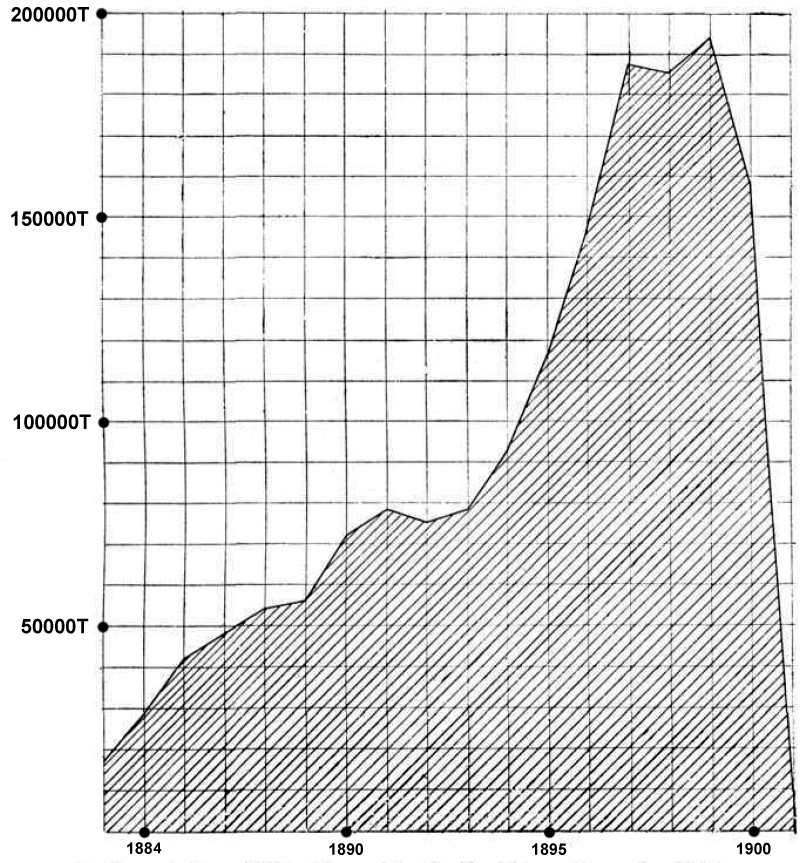
Diagrama cantității de minereu transportat pe funiculare de la Ghelari spre Hunedoara între anii 1884-1900

 Calea ferată minieră pornea de la Hunedoara, trecând prin valea Zlaștiului, de aici trecând prin tunelul Cățănașului ajungând în valea Govăjdiei, de aici urcând în valea Retișoarei care aparține de Ghelari până aproape de planul înclinat de la Retișoara; la o lungime de 16 km, linia a fost construită special pentru locomotive cu aburi, cu un ecartament de 760mm. Înclinația maximă pe linia curentă era de 27‰ iar înclinația maximă în stații era de 25‰, raza minimă la curbe era de 50m pe linia curentă și 40m în stații. Șinele erau din oțel cu o greutate de 13,75 kg/metru liniar, traversele erau așezate așa de des încât la o greutate de 2500kg pe fiecare roată, să nu se depășească 1000kg per cm2. Distanța dintre linii din stații măsurat din centru la centru, era 3m, luând în considerare și lățimea materialului rulant de 2,2m. Traversele erau confecționate din stejar cu o lungime de 1,50m; înălțimea de 12cm, lățimea inferioară de 20cm, iar lățimea superioară de 14cm. 
Calea ferată minieră are următoarele stații: Hunedoara, Govăjdia, Nădrab și Retișoara.
Stația de la Hunedoara se afla la 5,35m asupra nivelului superior al căii ferate uzinale, și la 6,65m asupra nivelului de la gâtul furnalului nr. 4; liniile din stație au fost legate cu buncărele superioare pentru minereu unde vagoneții aduși de la Retișoara erau împinși de locomotivă și își goleau încărcătura de minereu de fier. Liniile căii ferate miniere ardelene se ramificau și spre secția pentru prăjirea minereului unde se golea minereul în silozurile respective. Tot aici se golea și calcarul. Calea ferată din stație a fost legată cu ajutorul unui pod metalic și de depozitul pentru mangal unde se împingeau și se goleau vagoneții sosiți cu mangal. 
Pentru transportul minereului pe cale ferată normală s-a construit și o stație pentru transferul minereului din vagoneții pe ecartament îngust în vagoane pe ecartament normal. 
Această cale ferată minieră cu specific exclusiv montan, cu înclinație mare, dotat cu trei tunele (cel mai lung de 747m), cu numeroase lucrări de artă, și cu poduri frumoase și spectaculoase, a schimbat semnificativ aspectul extern al uzinelor și a crescut și valoarea uzinelor de fier de la Hunedoara și de la Govăjdia. Tot atunci a atras și schimbarea dotărilor uzinelor. 
Calea ferată a fost construit în totalitate pe cheltuiala proprie a societății, până la începutul anului 1906 pentru costurile construirii și dotării liniei au scos 3655000 Koroane. În afară de asta au mai scos încă 300000 coroane pentru a transforma în cale ferată de interes local. La 30 de ani după inaugurare, calea ferată este trecut în proprietatea trezoreriei naționale cu tot cu material rulant și în stare de funcționare. 
Pe calea ferată minieră sunt obligați să transporte spre Govăjdia 20000T minereu de fier anual și spre Hunedoara 180000T anual la prețul cuprins între 6 și 14 filleri pe fiecare suta de kilogram, și transportul spre Hunedoara a produselor turnate la Govăjdia (cca. 9000T anual), sau materiale spre Govăjdia la un preț de 12 filleri, să reducă prețul în caz de trafic mai mare.
Calea ferată minieră a fost construit în timpul precizat din contract de 19 luni, inspecția lucrărilor a fost pe 29 septembrie 1900, după care linia a fost predată circulației. 
Ulterior în a doua jumătate a lunii Noiembrie al anului 1900, s-a efectuat și transportul de probă, în care s-a dovedit capacitatea de a simplifica transportul materialelor.
După inaugurarea liniei în 1900 următoarea cantitate de minereu s-a transportat:
- 1900..........20380,8T
- 1901.........188920,2T
- 1902.........206507,2T
- 1903.........204323,3T
- 1904.........184302,9T
- 1905.........169076,4T

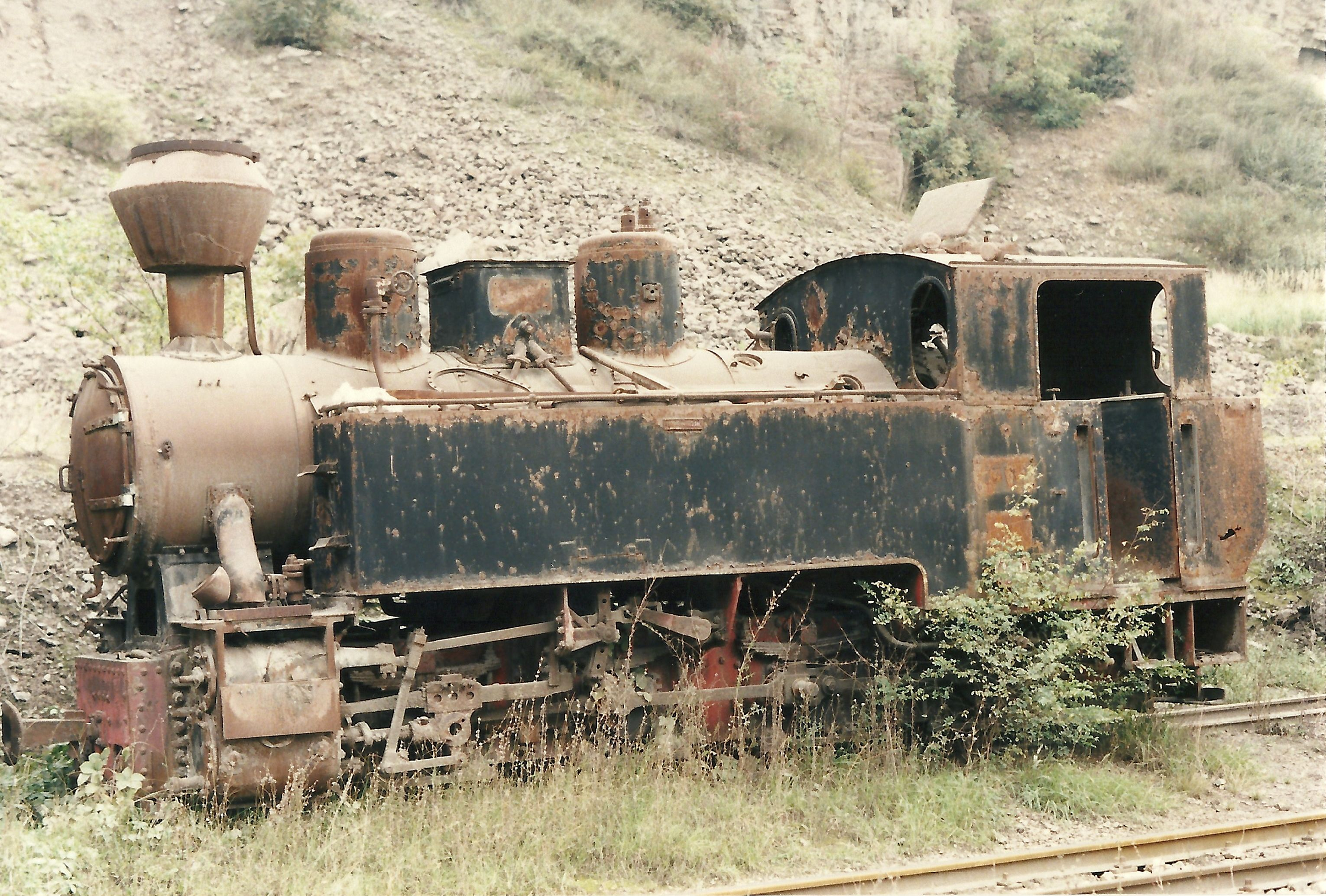
Locomotiva Reșița (foto: Oliver Wileczelek, 26.09.1995)

Linia a funcționat neoprit ca și linie ferată de interes local cu regim de transport mixt prin două războaie mondiale. În anii ’50 locomotivele originale au fost casate, înlocuite cu 11 locomotive cu aburi tip Reșița de 300cp. Depoul de la Govăjdia a fost demolată și un alt depou construit la ieșirea din Hunedoara (depoul de azi). Clădirea originală a gării de vest din Hunedoara a fost demolată și o altă clădire construită în alt stil. Stația finală de la Retișoara a fost desființată în 1970 după ce un alt tunel a fost construit între mina subterană de la Ghelari și Uzina de preparare a minereului de la Teliuc. În 1971 s-a deschis cariera de dolomită, talc și calcar la Crăciuneasa și s-a dezafectat linia pe o porțiune de 3km între stația finală de la Retișoara și o nouă stație finală s-a creat la Crăciuneasa. În 1976 s-a efectuat și o reparație capitală a întregii linii, s-a schimbat șina de 14kg/m în șină de 40kg/m. Linia dintre Hunedoara și Crăciuneasa măsura 13 km. În anii ’80 cele 11 locomotive cu aburi “Reșița” au fost înlocuite cu cinci locomotive Diesel-Hidraulice tip Faur L45H de 450CP și o locomotivă diesel-hidraulică tip Faur L35H de 350CP. Locomotivele cu aburi o parte erau casate, o parte vândute și ce a rămas au fost trase pe linie moartă. O singură locomotivă cu aburi a fost modificată pentru a servi ca cazan mobil pentru încălzirea vagoanelor de călători. În 1990 la depou lucrau 120 angajați cu tot cu personalul de întreținere, manevranți, mecanici, etc. Serviciul de călători a fost sistat definitiv în 1990. Se mai efectuau transporturi de călători doar la cerere.
Viaductul original peste valea Zlaștiului a fost casat și înlocuit în 1992 pentru a suporta tonaj mai mare. Pe linia de 13 km se transportau talc, calcar și dolomită dinspre Crăciuneasa spre fabrica de dolomită de lângă Zlaști și combinatul siderurgic din Hunedoara până în 2000. În 2000 firma austriacă care a construit linia a trimis o notificare menționând expirarea garanției de 100 ani pentru poduri. În 2001 conducerea fabricii de dolomită din Zlaști a decis casarea liniei pe o lungime de 11 km între Zlaști și Crăciuneasa neținând cont de valoarea istorică și turistică. Tot atunci au casat sau au vândut și materialul rulant care nu era folosit (vagoane, locomotive, etc.). Ultimul tronson de 2,3 km de cale ferată îngustă a funcționat pentru transportul de calcar de la stația improvizată de încărcare amenajată la gara mică din Hunedoara până la fabrica de var de lângă Zlaști. Ultimul transport s-a efectuat în Octombrie 2008. În vara 2009 conducerea Talc-Dolomită SA a decis dezafectarea ultimului tronson de cale ferată îngustă cu cele două poduri în curbă și viaductul rămase. Până la începutul lui 2010 au vândut tot ce se putea vinde inclusiv ultimele două locomotive L45H și cele zece vagoane pentru piatră.

## Tunelele
Calea Ferată Minieră Ardeleană are trei tunele: 

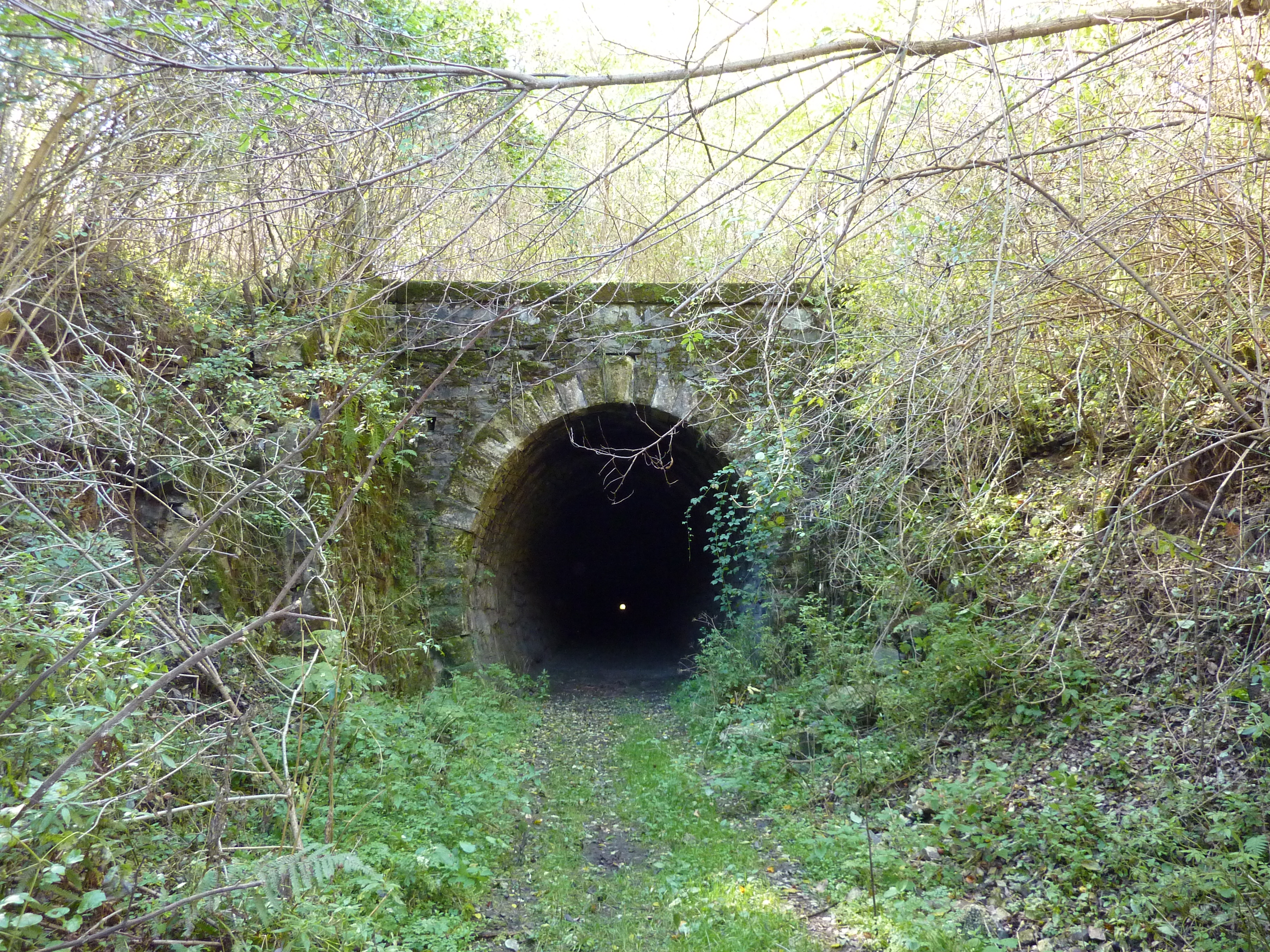
Intrarea în tunelul de 747m

- Primul tunel începe la Km 5, având o lungime de 747m. Tunelul a fost proiectat de doi frați italieni. Săparea tunelului a fost începută în anul 1888 de două echipe de muncitori, fiecare pe o parte a muntele Cățănaș, urmeau să se întâlnească în mijlocul muntelui în anul 1894. Până la inaugurarea liniei au lucrat la finisarea tunelului pe interior încă 6 ani. Tunelul trece printr-un munte de calcar dolomitic, unind valea Zlaștiului de valea Govăjdiei având o înclinație maximă dinspre Zlaști de 27‰. Intrările tunelului au fost armate cu piatră, la fel și marea parte din interiorul tunelului. Mai sunt porțiuni din tunel unde pereții laterali sunt căptușiți cu beton iar bolta tunelului cu cărămidă roșie. În porțiuni mai mici au lăsat stânca neacoperită și mai sunt mici infiltrații de apă. Sunt și refugii săpate în peretele tunelului la fiecare 50m pentru oamenii surprinși în tunel la trecerea trenului. O firmă locală în 2001 au scos șinele de cale ferată și le-au valorificat la fier vechi. Astăzi tunelul este în stare perfectă și se poate traversa de pietoni, bicicliști și de autovehicule de teren prezentând o scurtătură spre satul Govăjdia.

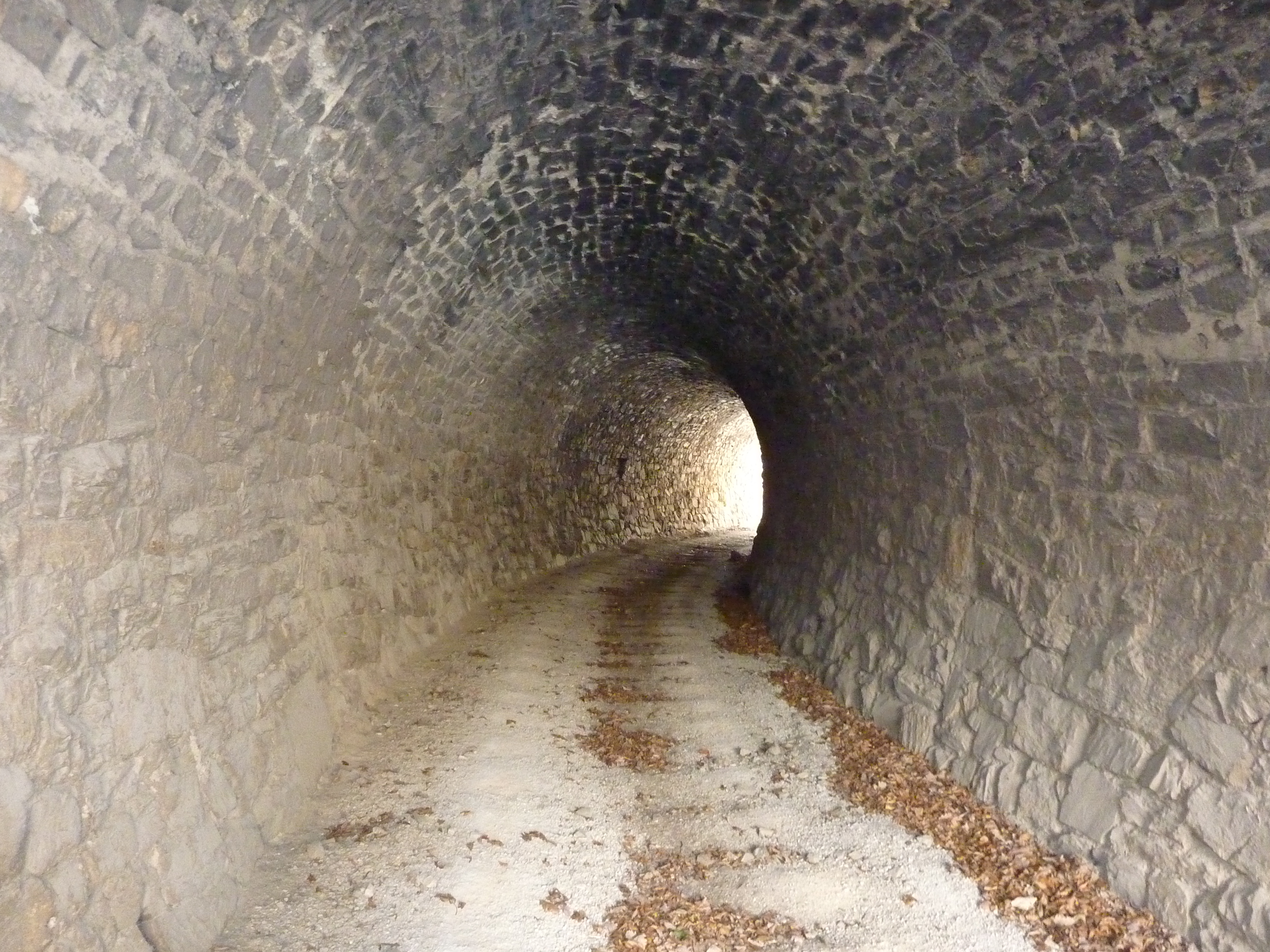
Interiorul tunelului de 42m în curbă de la cătunul Tulea

- Al doilea tunel se află la Km 8, în apropierea cătunului Tulea(Govăjdia) este un tunel în curbă lung de 42m care trece printr-o creastă de munte, căptușit cu piatră, pe piatra unghiulară de la intrarea estică, se poate vedea și azi data inscripționată 4.12.1900. Ca și tunelul de 747m a rămas fără șine în anul 2001, este în stare perfectă și deschis trecătorilor, nu se poate trece cu autovehicule din cauza vegetației dese de pe terasament.

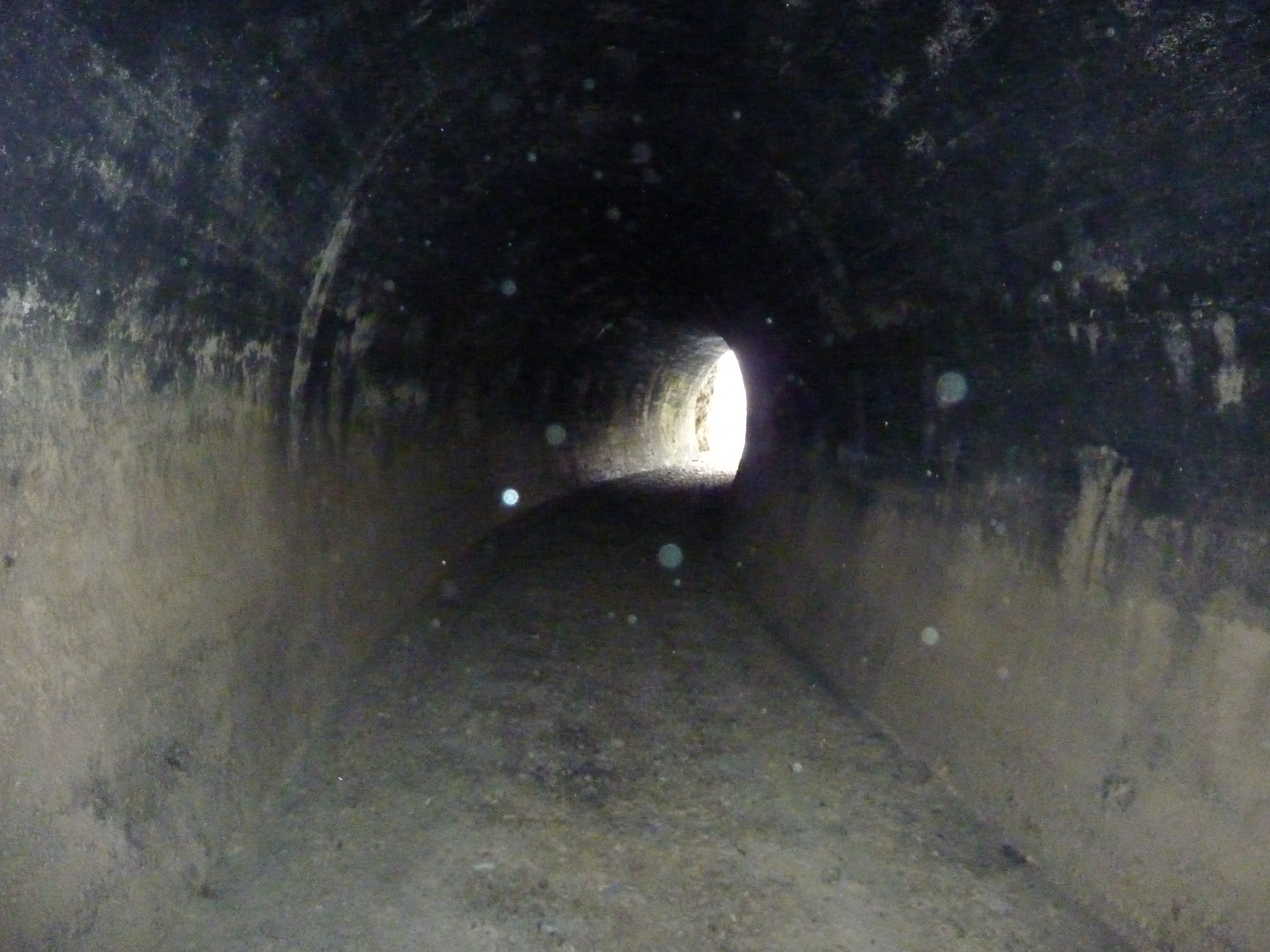
Interiorul tunelului de 44m în curbă dintre Retișoara și Nădrab

- Al treilea tunel este tot un tunel în curbă lung de 44m căptușit cu beton, care trece printr-o creastă de munte la Km 13+520 la confluențele râurilor Nădrab și Retișoara. De aici au scos șinele la începutul anilor 1990 după ce au închis stația finală de la Retișoara în anul 1970. Al doilea capăt al tunelului împreună cu o porțiune din vechiul terasament au fost îngropate sub halda de steril rezultate de la cariera de dolomită și talc din cătunul Crăciuneasa. Tunelul se află în stare bună și poate vizita doar de pietoni.

## Podurile

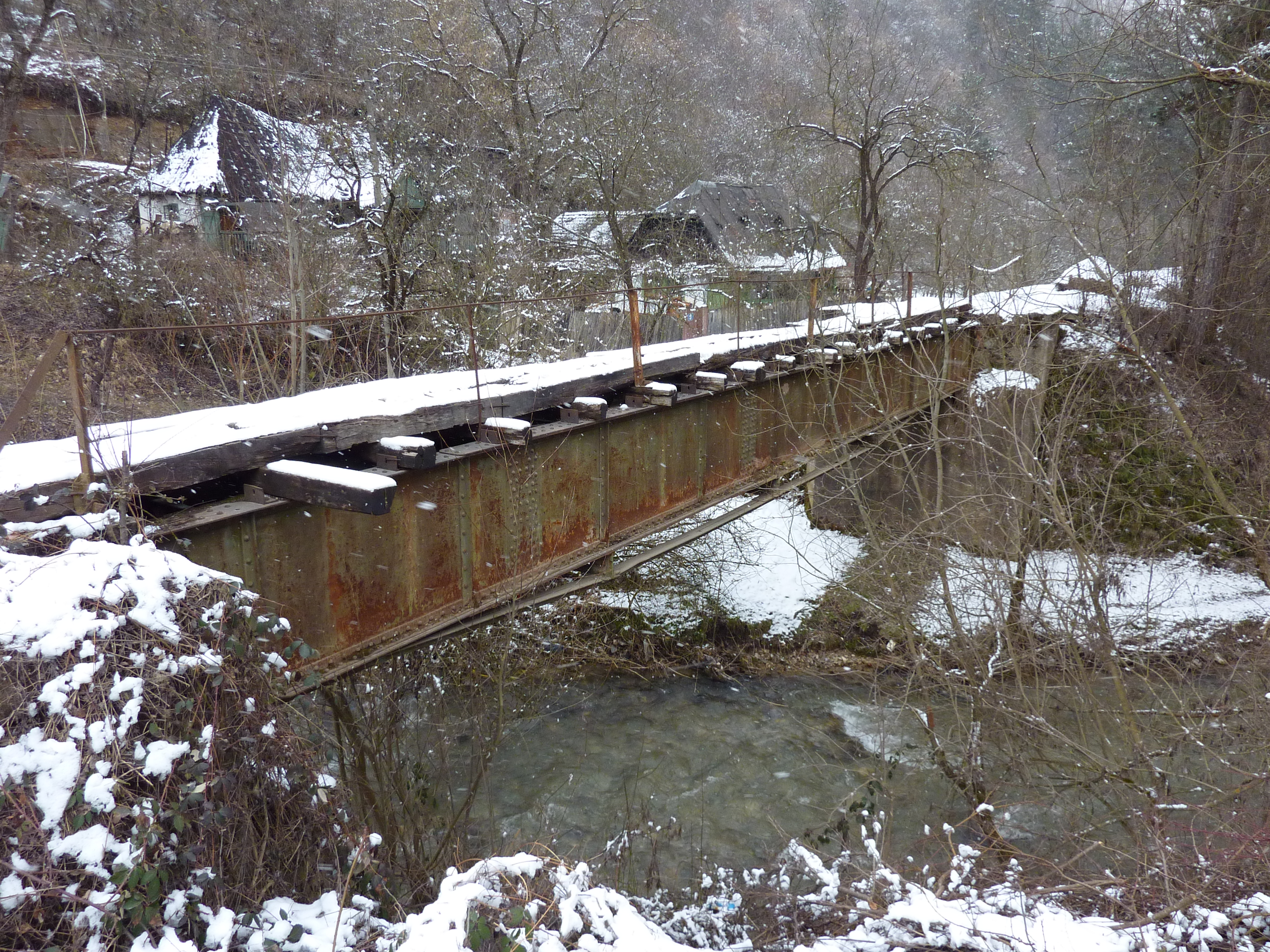
Podul metalic original din satul Govăjdia care a fost salvat de tăiere de către localnicii din sat.

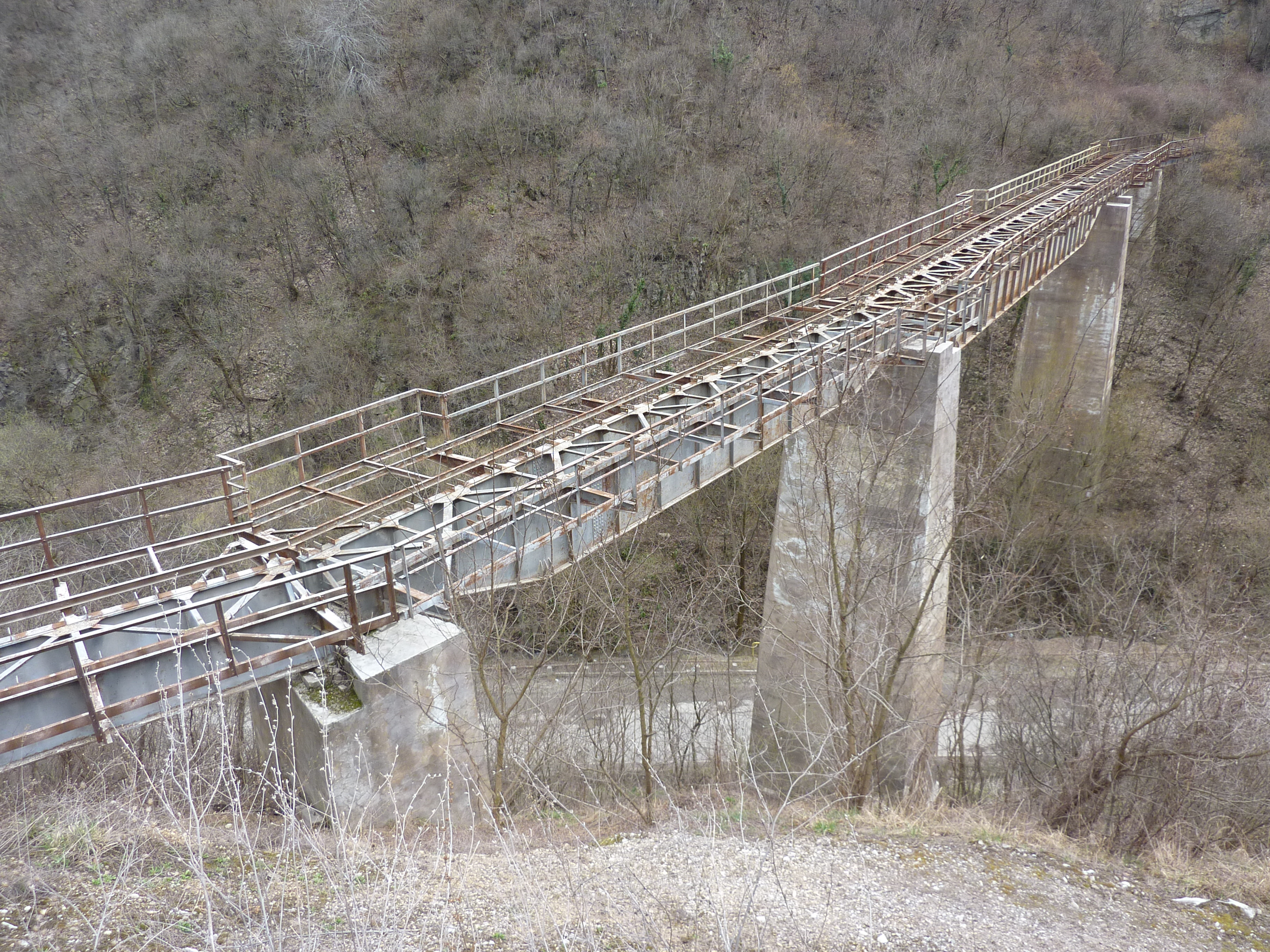
Scheletul metalic Viaduct Zlaști

Linia deținea șaisprăzece poduri metalice din care șase erau viaducte, trei erau poduri cu lungimi cuprinse între 3 și 12m peste diverse obstacole, inclusiv râuri, șanțuri și râpe. La începutul anilor 1990 s-au casat viaductele din valea Retișoarei, restul podurilor au fost casate între 2001-2003, lăsând doar pilonii și culeele acestora, însă un singur pod metalic a scăpat intact, se află la intrarea în satul Govăjdia. Până în anul 2009 au rămas trei viaducte din care două erau în curbă și unul care era și cel mai mare în forma de "S". Pe 19.Iunie.2009 au casat viaductul în curbă de la Canton 1 Zlaști lăsând doar culeele și pilonii.

## Locomotivele și materialul rulant
De la deschiderea liniei au circulat locomotive cu abur fabricate în Budapesta, ulterior au fost înlocuite cu locomotive cu abur fabricate la Reșița. La începutul anilor 1980 locomotivele cu abur au fost înlocuite cu locomotive diesel-hidraulice tip Faur L45H fabricate la Uzinele 23 August din București.
| 9        | 0-8-0T  | Reșița | 1330  | 1957 | Der |
| 12F      | 0-8-0T  | Reșița | 1019  | 1952 | Der |
| 13       | 0-8-0T  | Reșița | 1331  | 1957 | Der |
| 14       | 0-8-0T  | Reșița | 1332  | 1957 | Der |
| 01       | 0-6-0D  | Faur   | 24601 | 1982 | OOU |
| L45H-069 | Bo-BoDH | Faur   | 23126 | 1976 |     |
| L45H-070 | Bo-BoDH | Faur   | 23125 | 1976 |     |
| L45H-071 | Bo-BoDH | Faur   | 23127 | 1976 |     |
| L45H-072 | Bo-BoDH | Faur   | 23128 | 1976 |     |
| L45H-084 | Bo-BoDH | Faur   | 24973 | 1985 |     |

Primele vagoane pentru minereu aveau o capacitate de 7T fiecare cu două osii și frână manuală, ulterior fiind înlocuite cu vagoane tip K, cu capacități între 20 și 22T fiecare, cu 4 osii în două boghiuri. Vagoanele aveau frâne pneumatice nefiind nevoie de frânar manual ca și la vagoanele vechi. Primele vagoane pentru călători erau aduse de la Budapesta, ulterior fiind înlocuite cu vagoane produse la fabrica Unio din Satu Mare. În 2001 s-au tăiat la fier vechi o parte din locomotivele cu aburi și vagoanele pentru călători și marfă. Restul s-au vândut ca atare în străinătate, păstrând doar două locomotive diesel-hidraulic și zece vagoane pentru marfă tip K. Locomotivele și vagoanele s-au folosit până în anul 2008, după ce au fost vândute la Atelierele Centrale din Crișcior în toamna lui 2009.

## Situația actuală
Pe 6 iulie 2009 au început să caseze șinele de pe ultimul tronson de 2,3km de cale ferată îngustă dintre Hunedoara și Zlaști. Tot atunci un grup de tineri din Hunedoara au început să protesteze împotriva distrugerilor, însă autoritățile locale au rămas indiferente. Tinerii continuau să insiste pe autorități prin promovarea pe internet al acestui obiectiv și crearea unor petiții pentru salvarea și reabilitarea acestui obiectiv. În toamna lui 2009 s-au vândut și ultimele două locomotive diesel-hidraulice tip L45H împreună cu ultimele zece vagoane de marfă la un investitor austriac stabilit în Brad, jud. Hunedoara. Materialul rulant a fost transportat la Atelierele Centrale de la Crișcior. 
În decembrie 2009 s-au vândut și macazele din fața depoului pentru a fi recondiționate și montate pe alte căi ferate înguste din țară. În Februarie 2010 au vândut părțile metalice al viaductului din vecinătatea castelului Corvinilor pentru a fi montați tot pe alte căi ferate cu ecartament îngust din țară, lăsând doar pilonii și culeele. 
În primăvara lui 2010 au îndepărtat și tablierul de pe peronul viaductului peste valea Zlaștiului lăsând doar scheletul metalic al viaductului. 
În iulie 2010 Ministrul Culturii a trimis o comisie de evaluare pentru a clasa de urgență cea ce a mai rămas din această linie ca monument istoric de categorie industrială. Acest statut a fost acordat temporar din 22 iulie 2010 pe timp de un an, timp în care autoritățile locale trebuiau să creeze un dosar cu actele necesare clasării.
În aprilie 2011 tinerii din Hunedoara au organizat o acțiune de voluntariat pentru a curăța terasamentul mocăniței de vegetație și a atrage atenția autorităților asupra acestui obiectiv. La acțiune au participat peste 200 tineri și oameni de toate vârstele din Hunedoara, câțiva tineri de la asociația "Prietenii Mocăniței" din Sibiu, cercetașii comunei Ghelari împreună cu liderii lor, și câțiva studenți de la o universitate din Cluj-Napoca. Împreună au reușit să curețe doar o parte din terasament din pricina lipsei de scule motorizate.
În luna mai 2011 consiliile locale din comuna Ghelari și municipiul Hunedoara au votat asocierea împreună cu Consiliul Județean Hunedoara pentru a accesa fonduri europene pentru reabilitarea liniei. 
În vara lui 2011 acest statut temporar a expirat și autoritățile locale tot nu au furnizat la timp actele necesare. În ciuda protestelor tinerilor în toamna lui 2011 depoul de locomotive și balustrăzile viaductului au căzut pradă hoților de fier vechi. Tinerii din Hunedoara continuă să lupte pentru salvarea și reabilitarea al acestui obiectiv.
Astăzi a rămas însă viaductul peste valea Zlaștiului și un singur pod metalic (original din 1900) la Govăjdia, terasamentul, depoul, clădirea gării de la Hunedoara, picioarele și culeele podurilor dezafectate și tunelele. Terasamentul în mare parte este invadată de vegetație și în unele zone sunt căderi minore de piatră. În alte zone se mai pot vedea și traversele din lemn lăsate pe terasament.

## Galerie

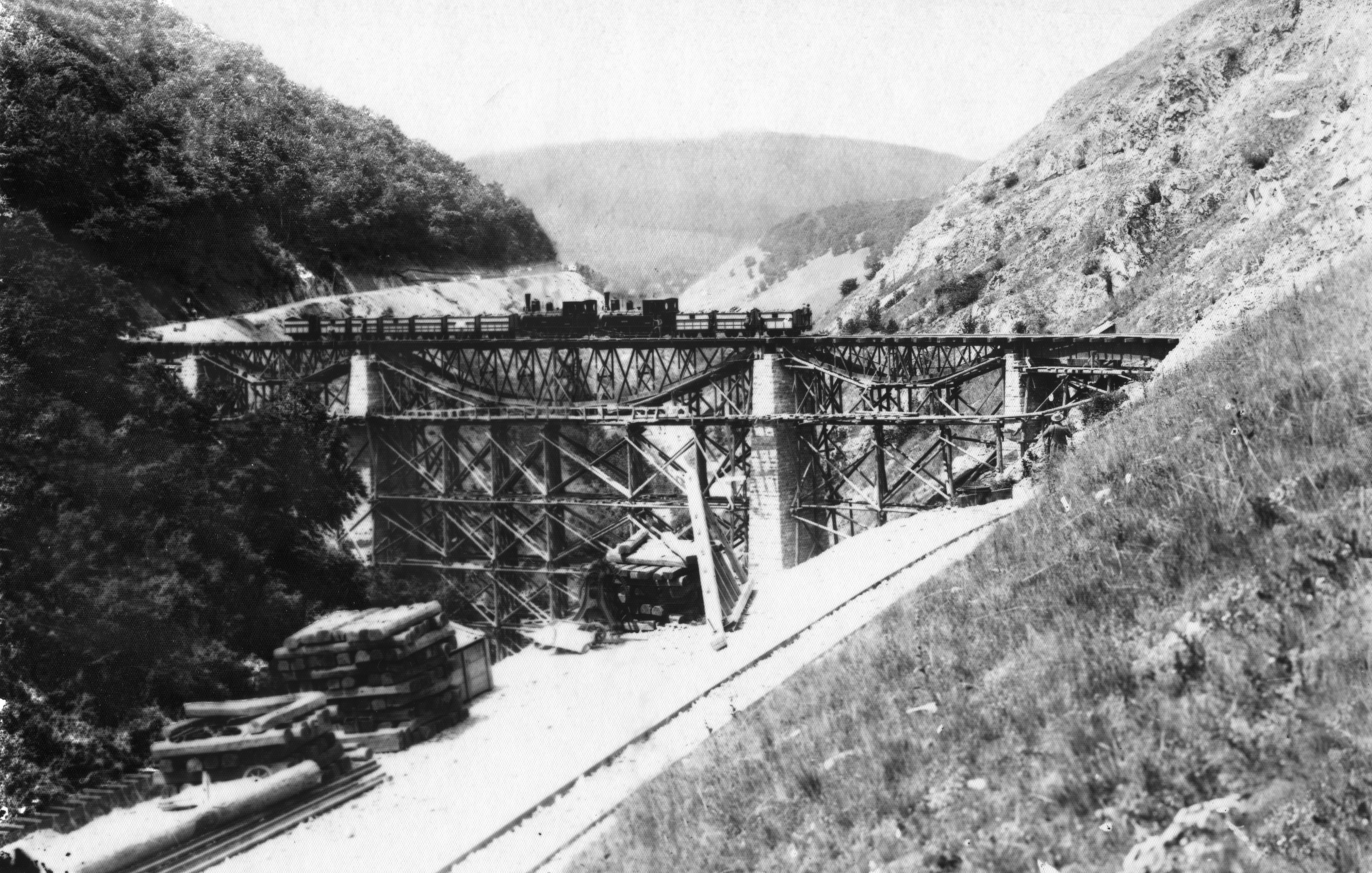
Construcţia şi proba viaductului Zlaşti Aug.1900
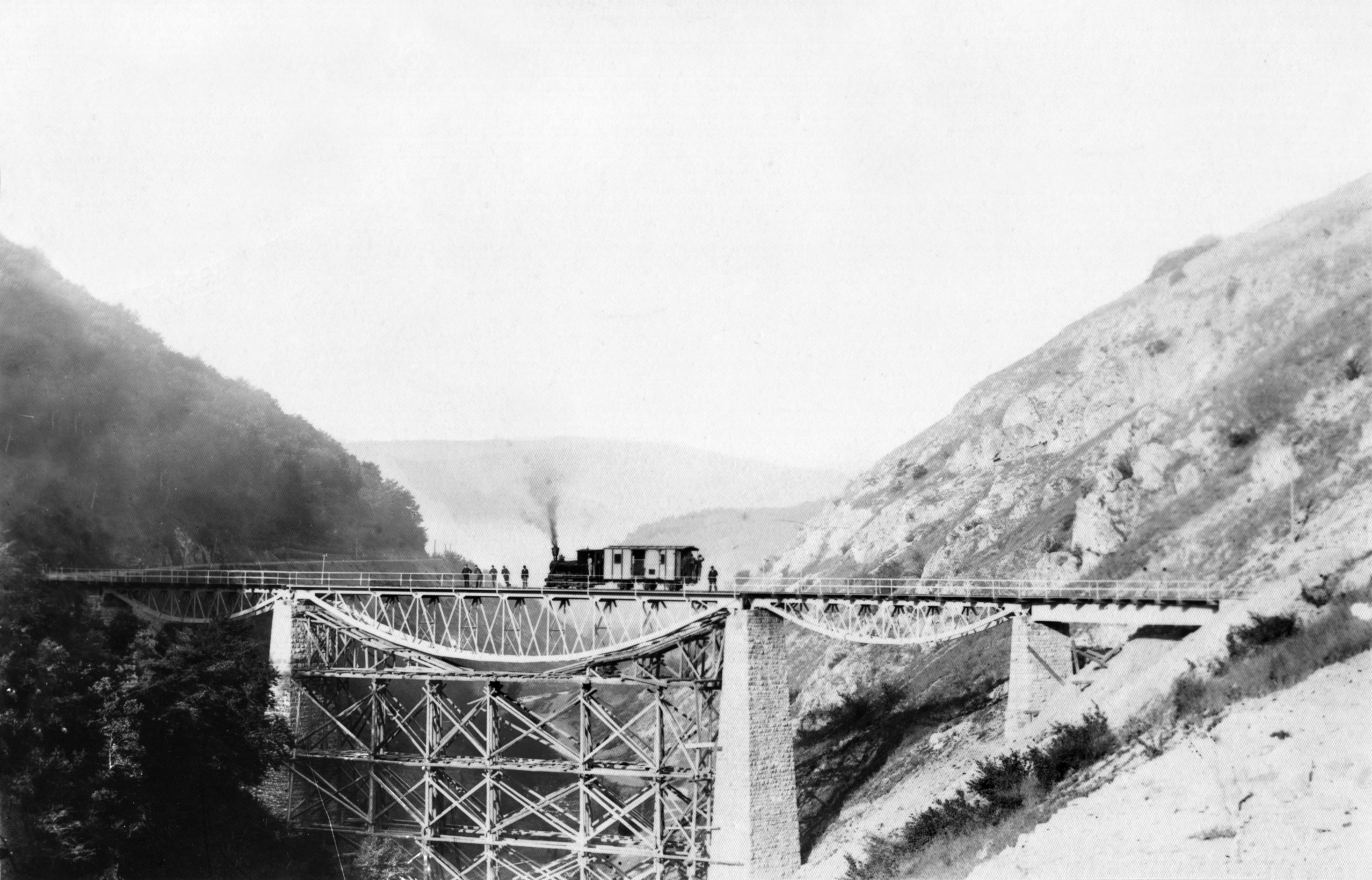
Viaductul Zlaşti după finalizare Sept.1900
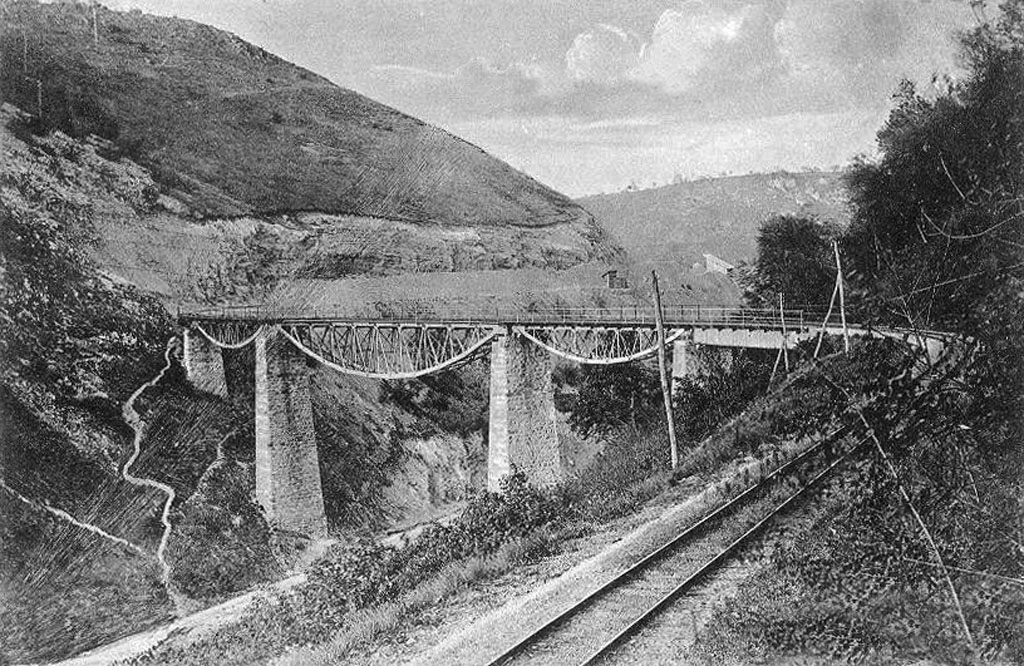
Viaductul Zlaşti în 1904
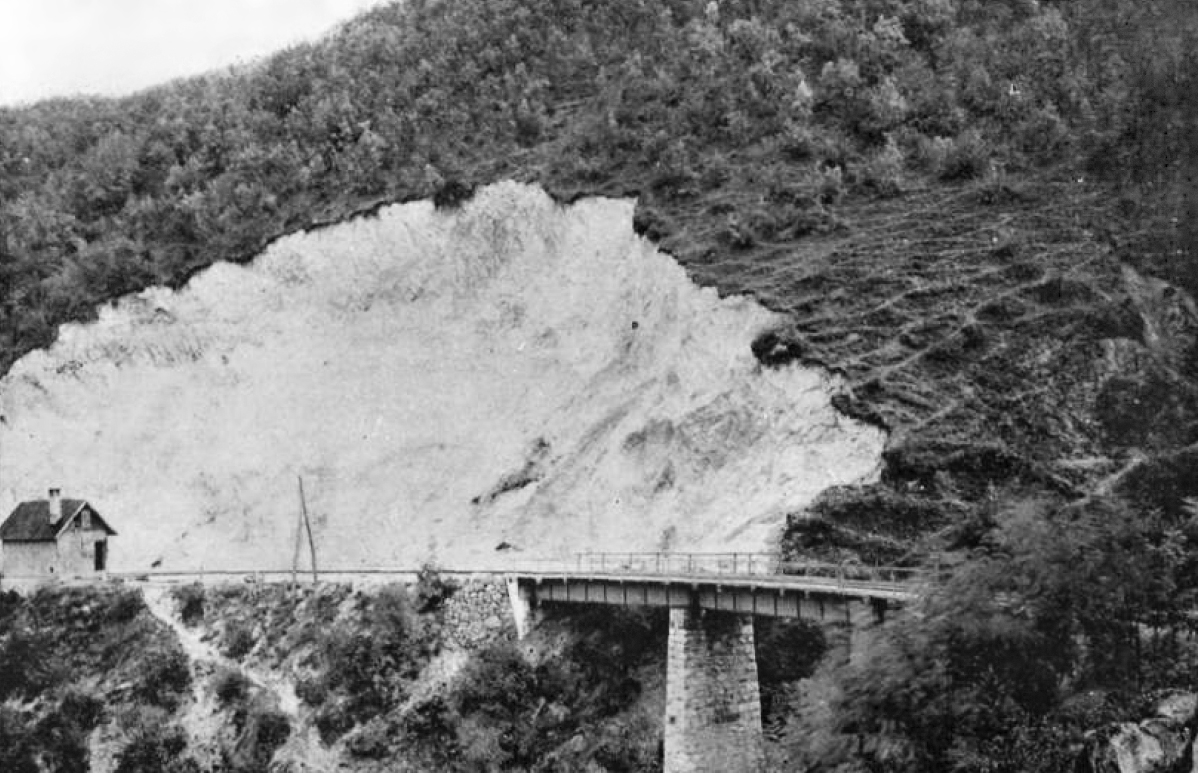
Canton 1 Zlaşti în 1905
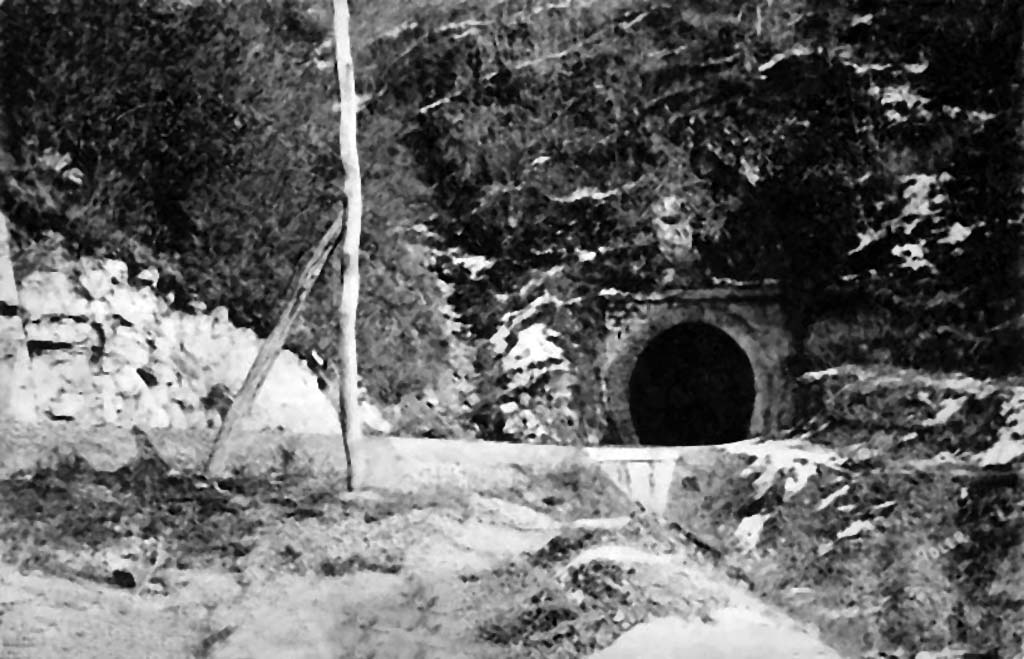
Tunelul de 747m de la Căţănaş în 1905
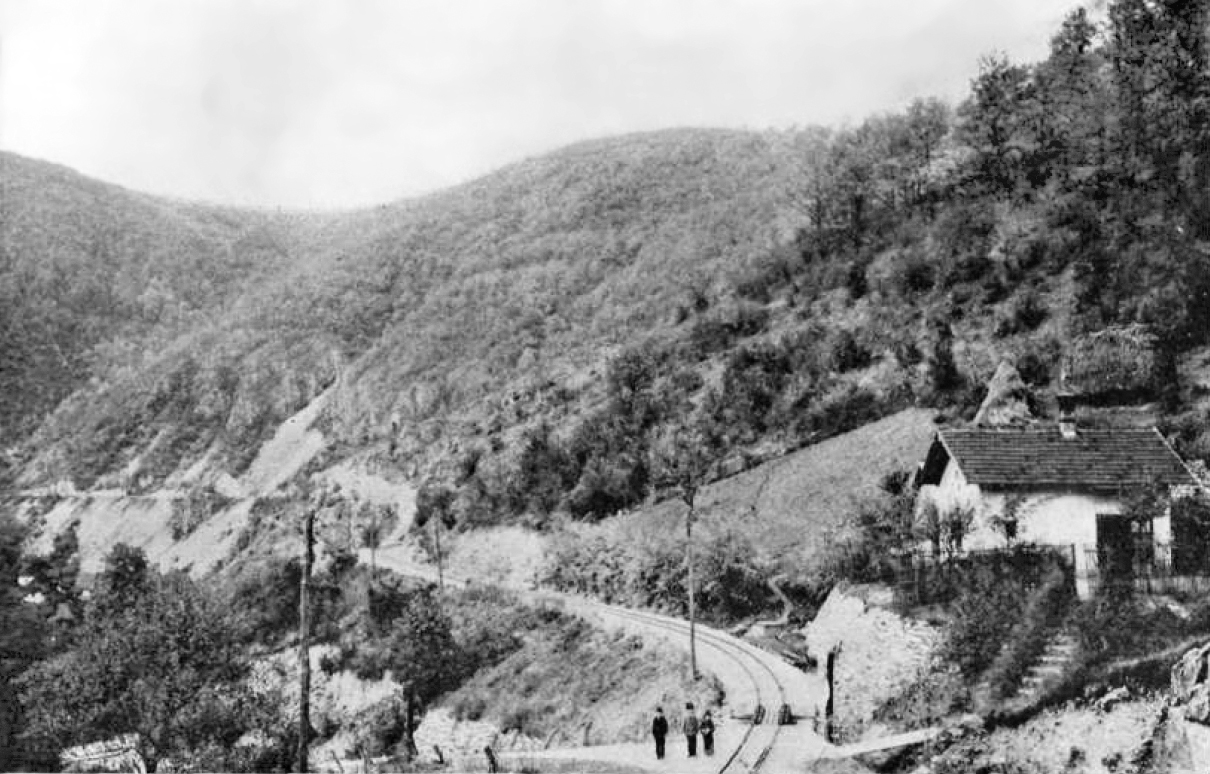
Halta Căţănaş în 1905
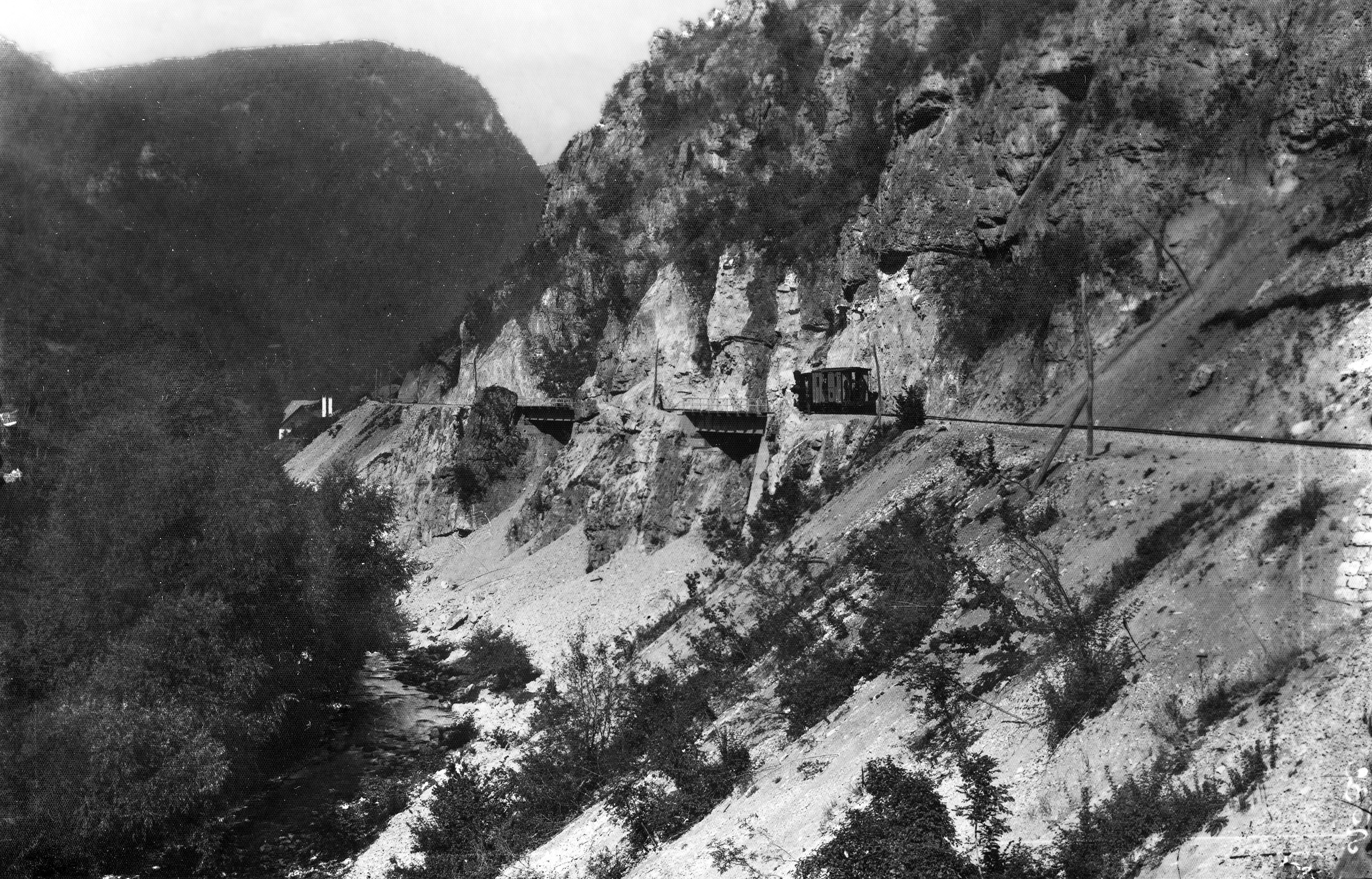
Cele trei poduri de la cătunul Tulea în 1900
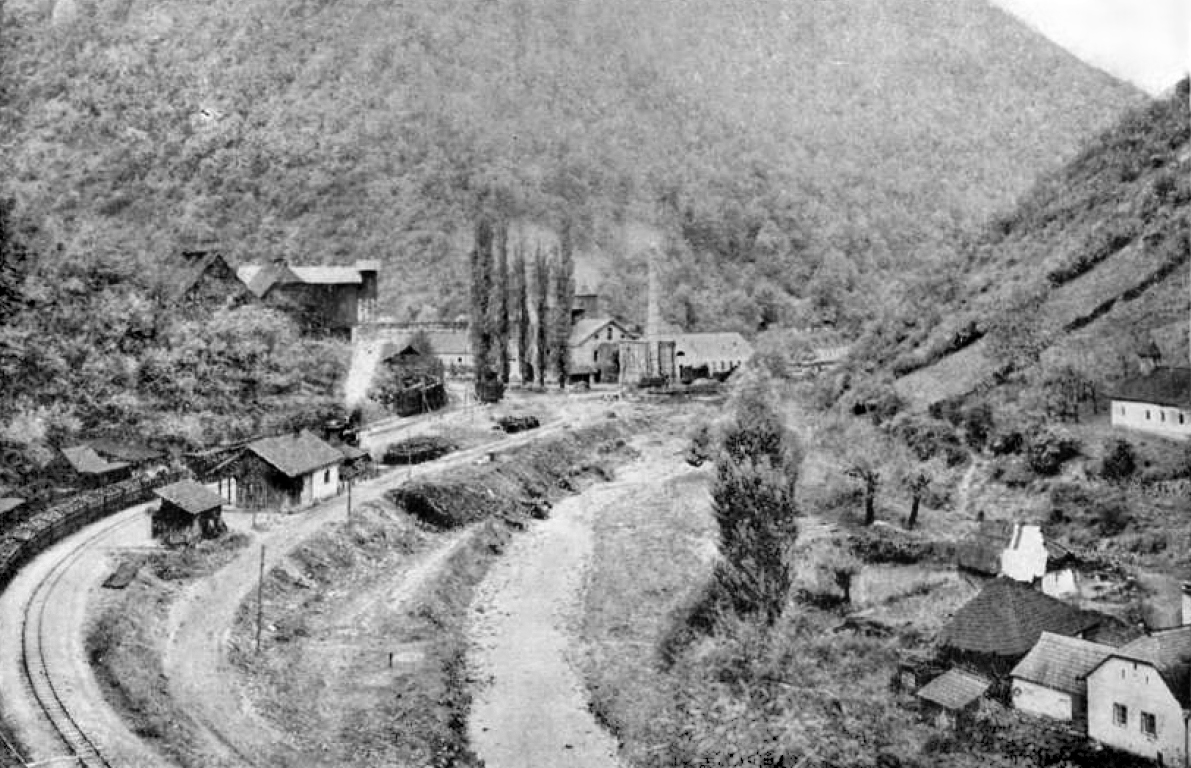
Gara Govăjdia în 1905
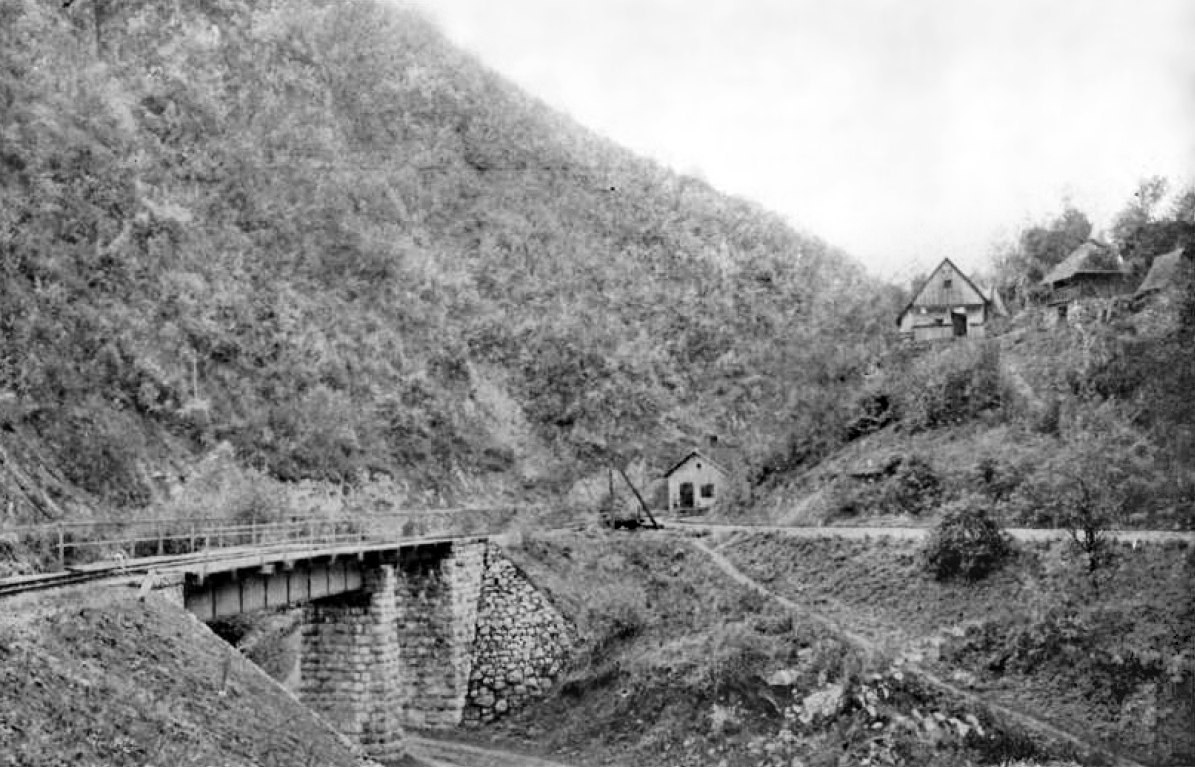
Halta Nădrab în 1905
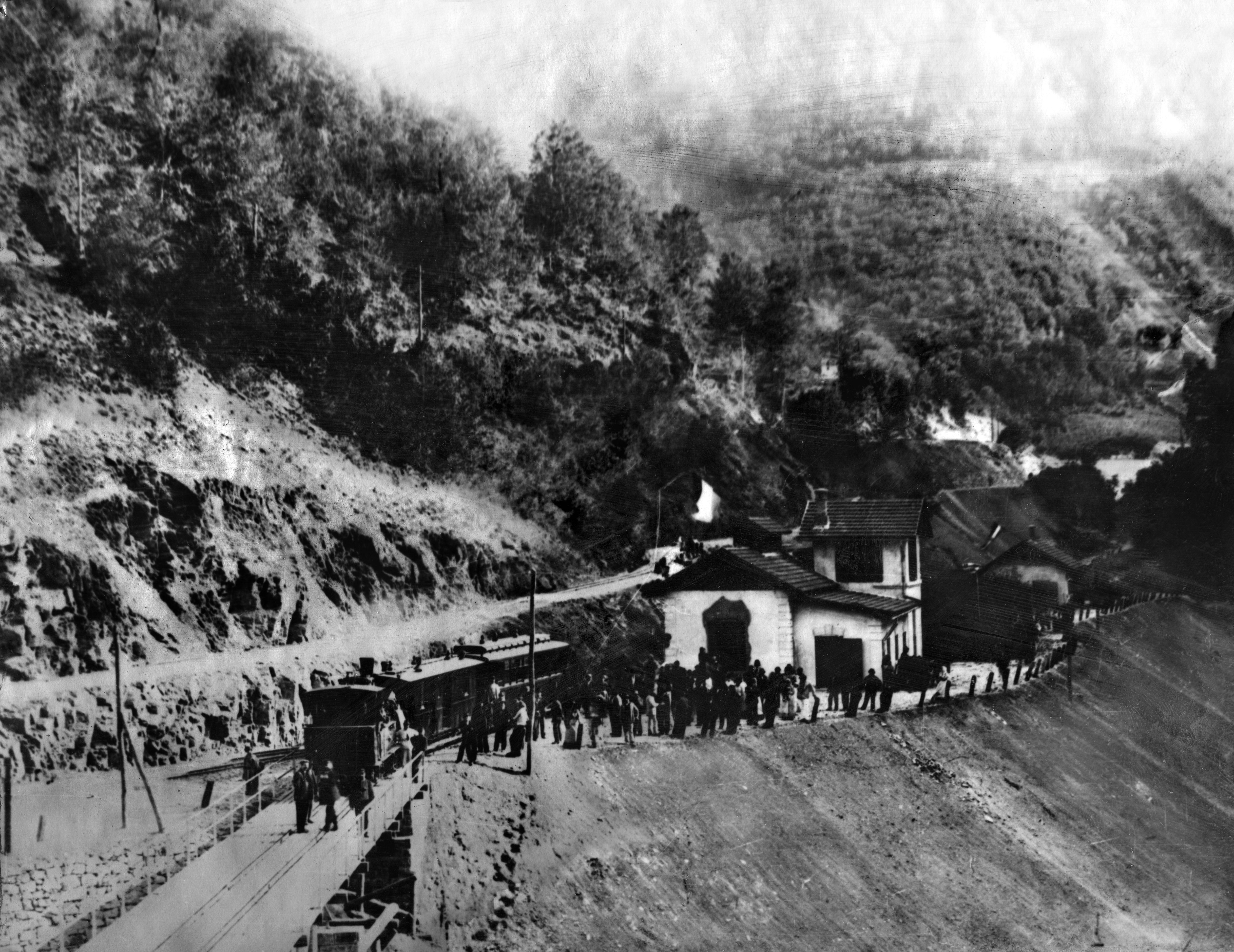
Ceremonia de inaugurare al căii ferate miniere ardelene, ţinut la Retişoara în 29.Sept.1900
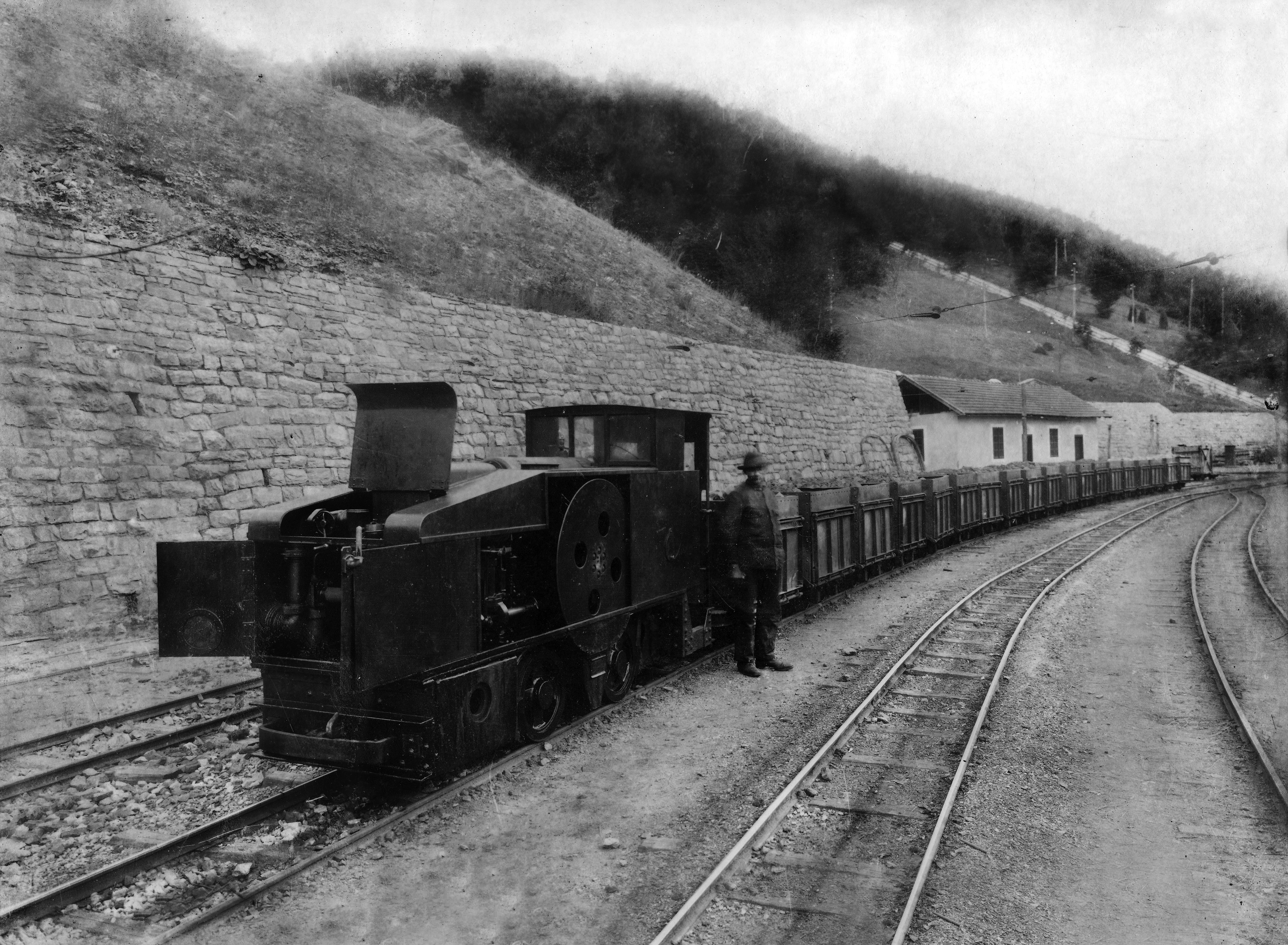
Locomotivă Diesel la staţia finală Retişoara ~1905
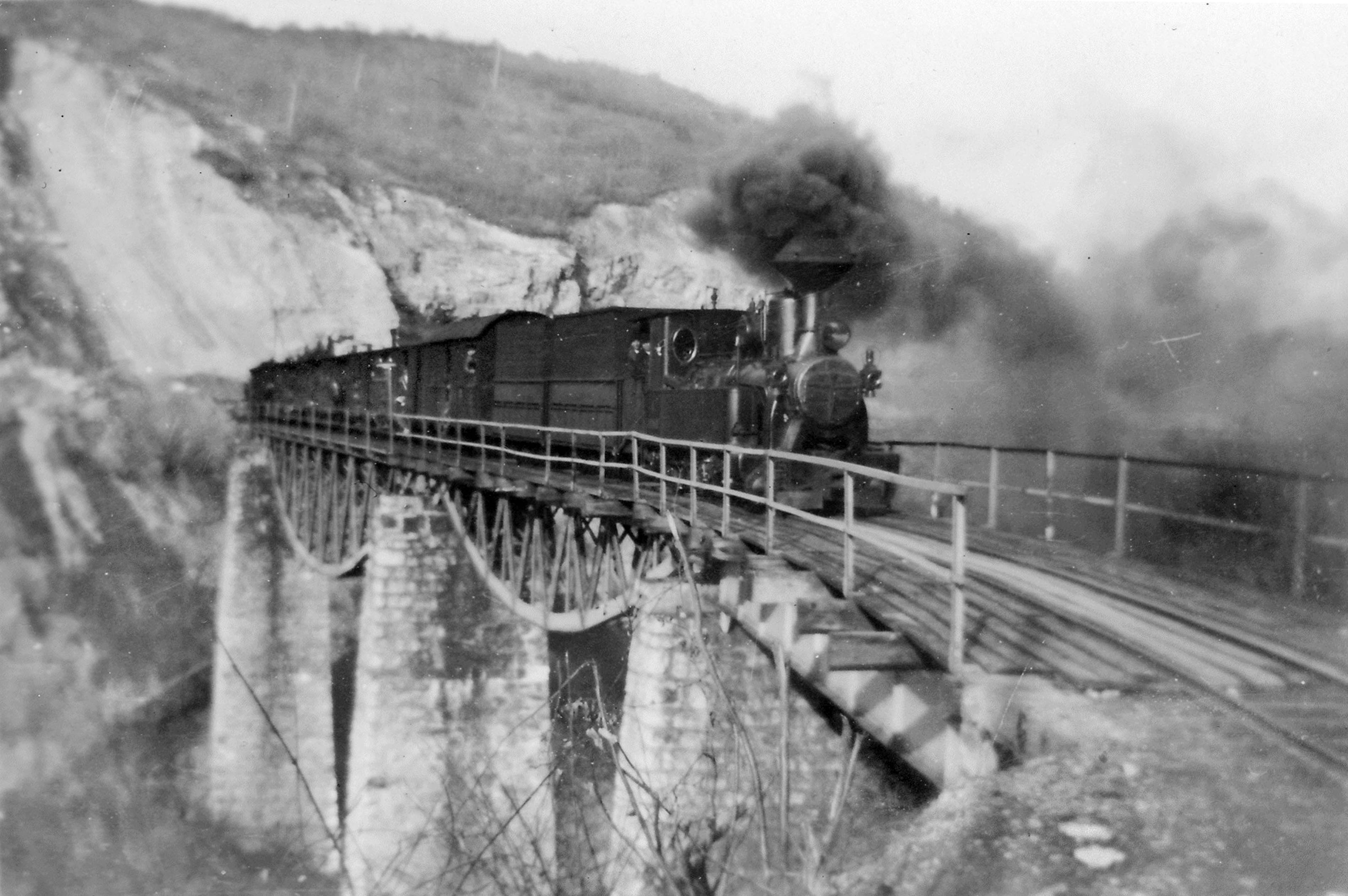
Mocăniţa pe viaductul Zlaşti, între anii 1930-1940.
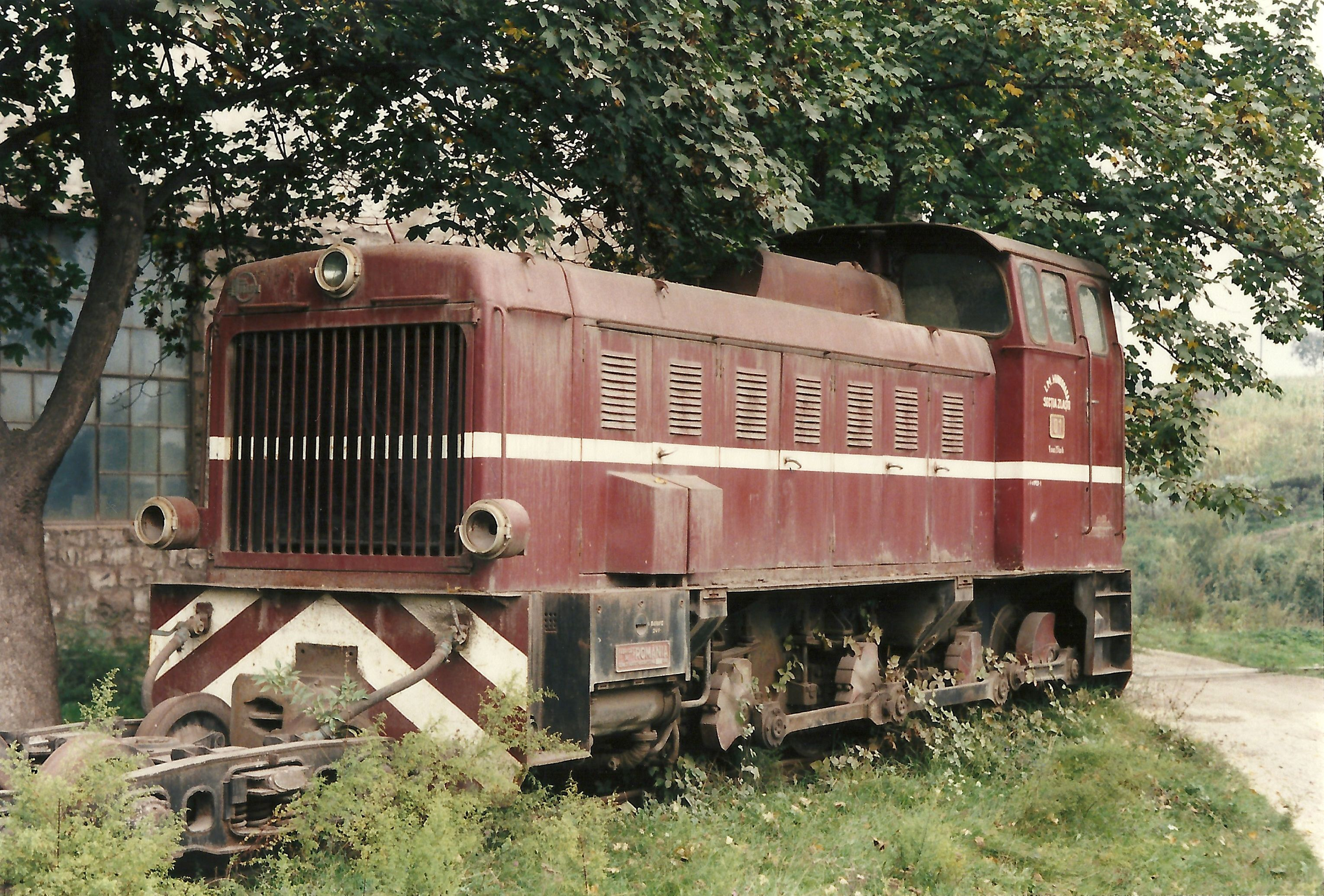
Locomotivă diesel-hidraulică tip Faur L30H (Oliver Wileczelek, 26.09.1995)
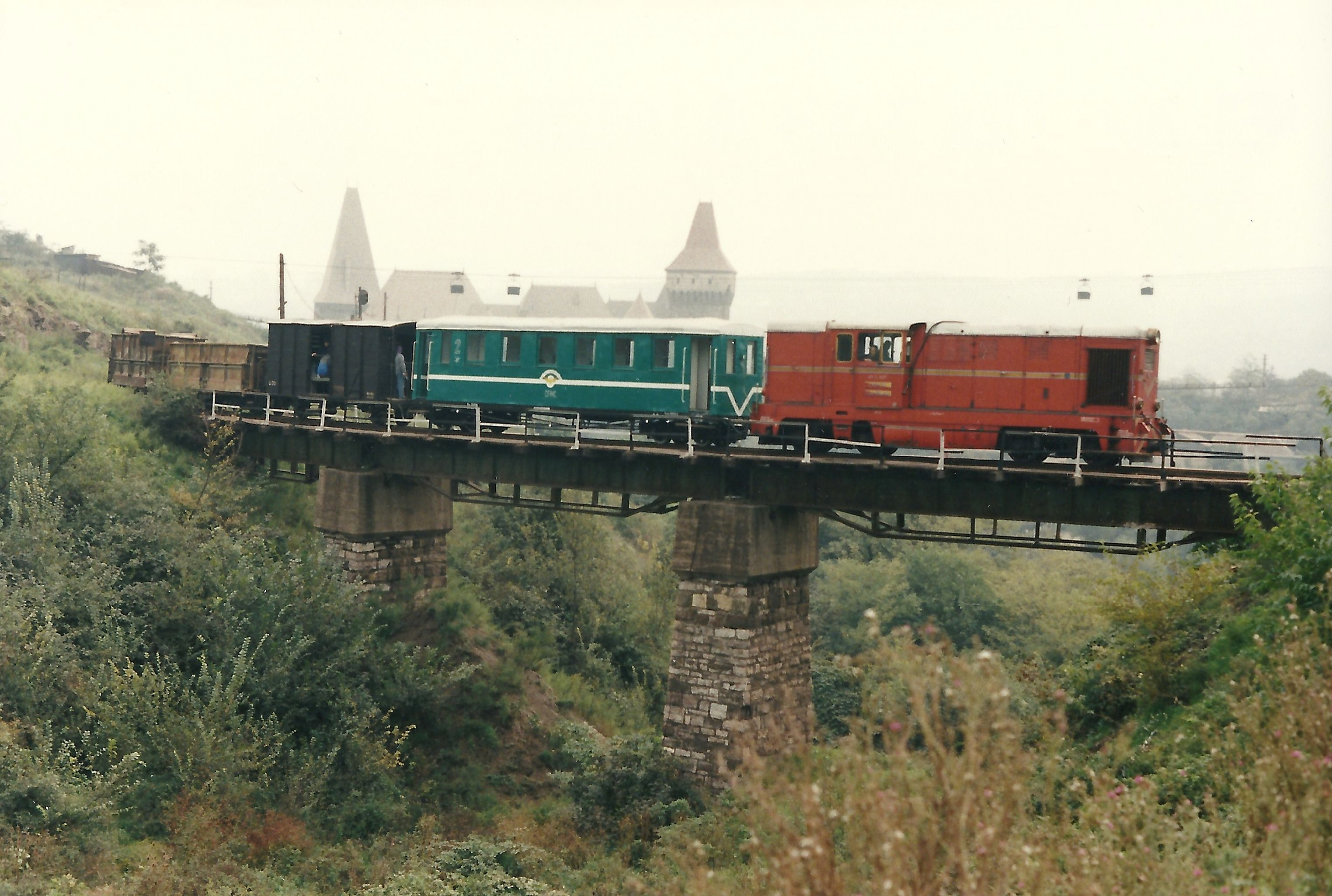
Mocăniţa pe primul pod în curbă din vecinătatea castelului Corvinilor (Oliver Wileczelek, 26.09.1995)
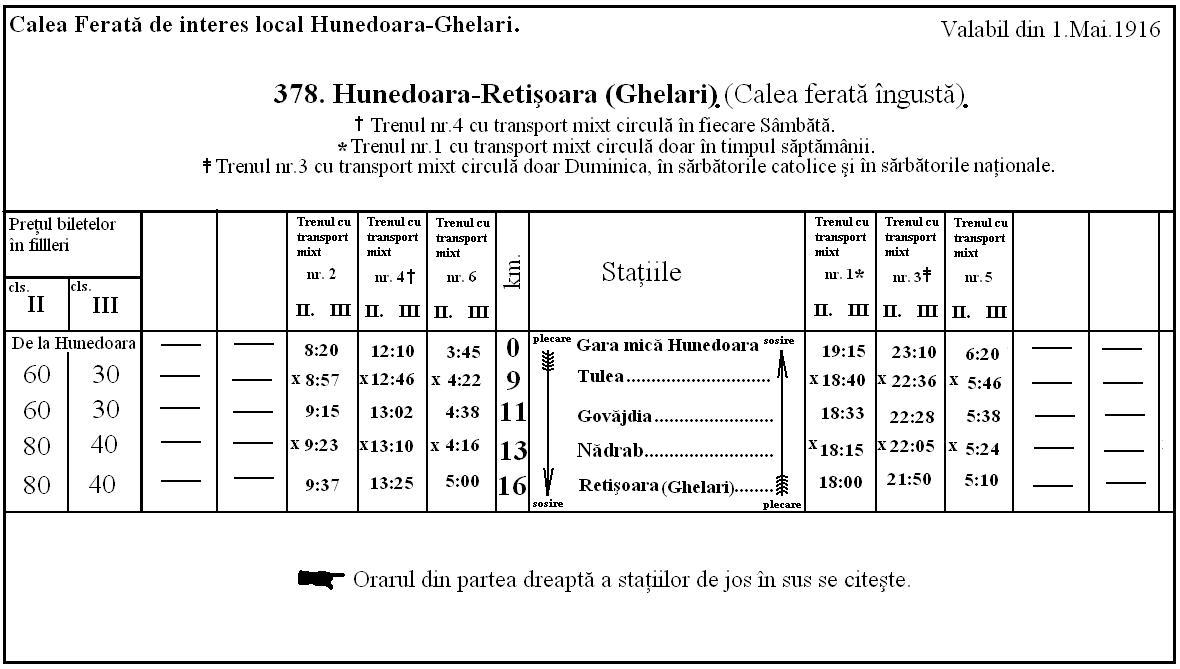
Orarul căii ferate de interes local Hunedoara-Govăjdia din anul 1916 (tradus din limba maghiară)
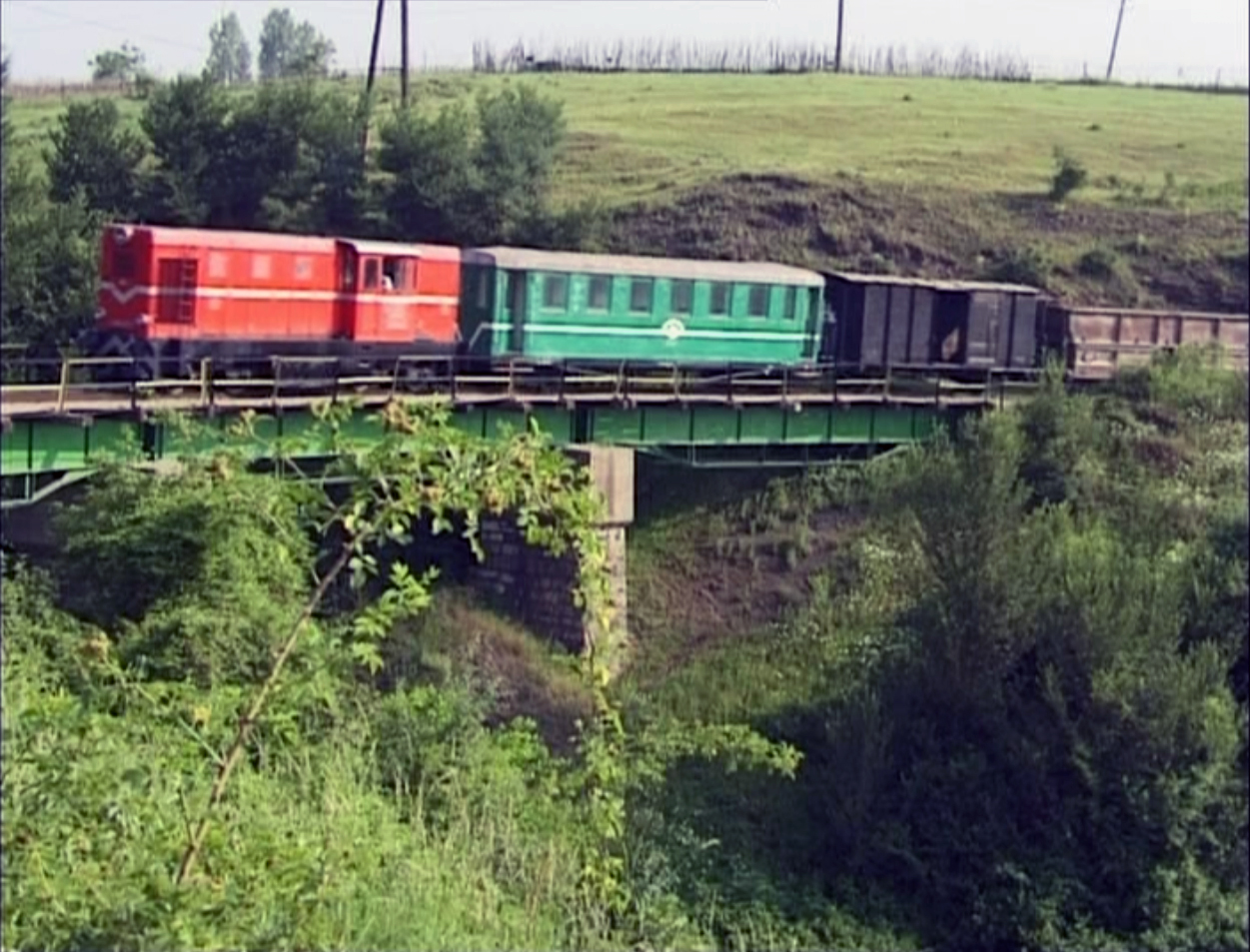
Mocăniţa pe primul pod în curbă din vecinătatea castelului Corvinilor (Steve Thomason, 10.06.1998)
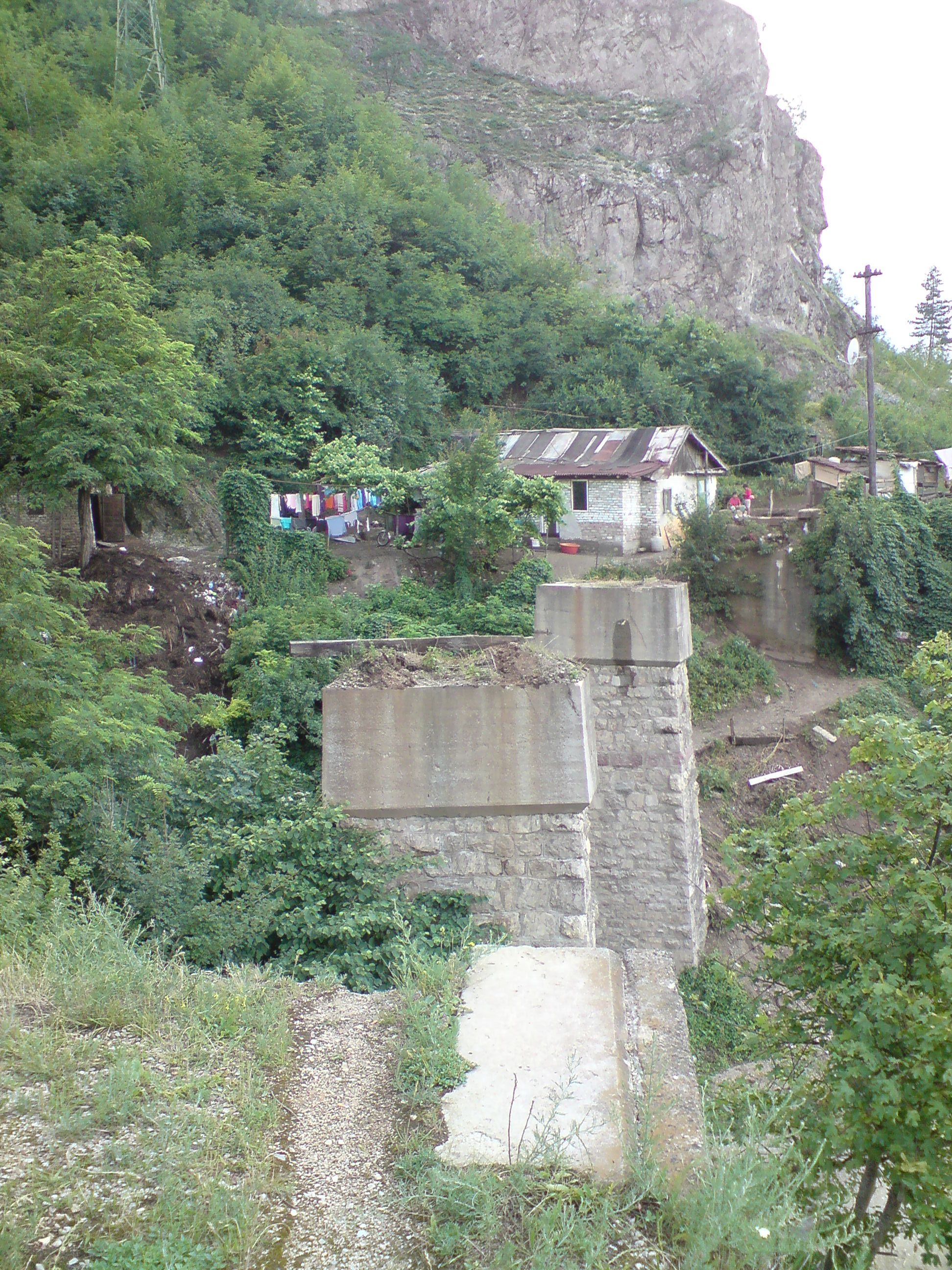
Pilonii podului curb de la Canton 1 Zlaşti casat pe 19.Iunie.2009